# Eleição municipal de São Paulo em 2024
A eleição municipal da cidade brasileira de São Paulo foi realizada em dois turnos. O primeiro ocorreu no dia 6 de outubro de 2024 e o segundo aconteceu no dia 27 de outubro, com o objetivo de eleger um prefeito, um vice-prefeito e 55 vereadores para a administração da cidade paulista. O prefeito titular, Ricardo Nunes, que era vice-prefeito eleito em 2020, assumiu o cargo depois do falecimento do então titular Bruno Covas, do PSDB, em 16 de maio de 2021. Nunes foi reeleito em segundo turno com 59,35% dos votos, vencendo o candidato Guilherme Boulos, que obteve 40,65% dos votos.

## Calendário eleitoral
| Início        | Fim           | Atividades | Status    |
| ------------- | ------------- | --- | --------- |
| 7 de março    | 5 de abril    | Janela partidária para vereadores trocarem de partido visando concorrer às eleições sem perder o mandato. | Realizado |
| 6 de abril    | 6 de abril    | Data-limite para todas as legendas e federações partidárias obterem o registro dos estatutos no TSE e para todos os candidatos terem domicílio eleitoral na circunscrição em que desejam disputar as eleições com a filiação deferida pelo partido. | Realizado |
| 15 de maio    | 15 de maio    | Início da campanha de arrecadação prévia de recursos na modalidade de financiamento coletivo para pré-candidatos, sem realização de pedidos de voto e obedecendo a regras relativas à propaganda eleitoral na Internet.                             | Realizado |
| 20 de julho   | 5 de agosto   | Realização de convenções partidárias para deliberar sobre coligações e escolher candidatos às prefeituras e aos cargos de vereador. Os partidos têm até 15 de agosto para registrar os nomes na Justiça Eleitoral.                                  | Realizado |
| 16 de agosto  | 16 de agosto  | Início das campanhas eleitorais de forma igualitária, podendo qualquer publicidade ou manifestação com pedido explícito de voto antes da data ser considerada irregular e multada.                                                                  | Realizado |
| 30 de agosto  | 3 de outubro  | Veiculação da propaganda eleitoral gratuita no rádio e na televisão. | Realizado |
| 6 de outubro  | 6 de outubro  | Realização do primeiro turno das eleições municipais. | Realizado |
| 11 de outubro | 25 de outubro | Veiculação da propaganda eleitoral gratuita no rádio e na televisão para o segundo turno. | Realizado |
| 27 de outubro | 27 de outubro | Realização de um eventual segundo turno nas cidades com mais de 200 mil eleitores em que o candidato a prefeito mais votado não tenha atingido a metade mais um dos votos válidos.                                                                  | Realizado |

## Antecedentes
Como possível adversário central de Guilherme Boulos, que liderava todos os cenários previstos para um possível segundo turno, esteve o incumbente no cargo Ricardo Nunes, o qual aparecia em segundo lugar em várias pesquisas e testes pré-eleitorais. O prefeito titular, afiliado ao MDB, era vice-prefeito eleito em 2020, que assumira o comando do Palácio Banespa após o falecimento do então titular Bruno Covas (PSDB), em 16 de maio de 2021, por complicações decorrentes de um câncer. Já o deputado federal Guilherme Boulos, esteve presente no segundo turno das eleições anteriores e não venceu a disputa com Bruno Covas, foi candidato à presidência da República em 2018 e o deputado federal mais votado no estado na sua atual legislatura.

### Adversários
Além de Boulos e Nunes, foram apresentadas as pré-candidaturas do jornalista José Luiz Datena (Federação PSDB-Cidadania), da deputada federal e ativista Tabata Amaral (PSB) e da economista Marina Helena (NOVO).
O deputado federal Guilherme Boulos tem o apoio oficial do Presidente da República, Luiz Inácio Lula da Silva, notificado em 2024 e, por conseguinte, da FE Brasil, liderada pelo PT.
 O Guilherme Boulos é o meu candidato. Eu me sinto tão candidato quanto ele. Eu quero ser responsável pela vitória dele. Mas, muito mais do que eu, vocês.— Lula, na convenção eleitoral que oficializou Guilherme Boulos como candidato a prefeitura de São Paulo

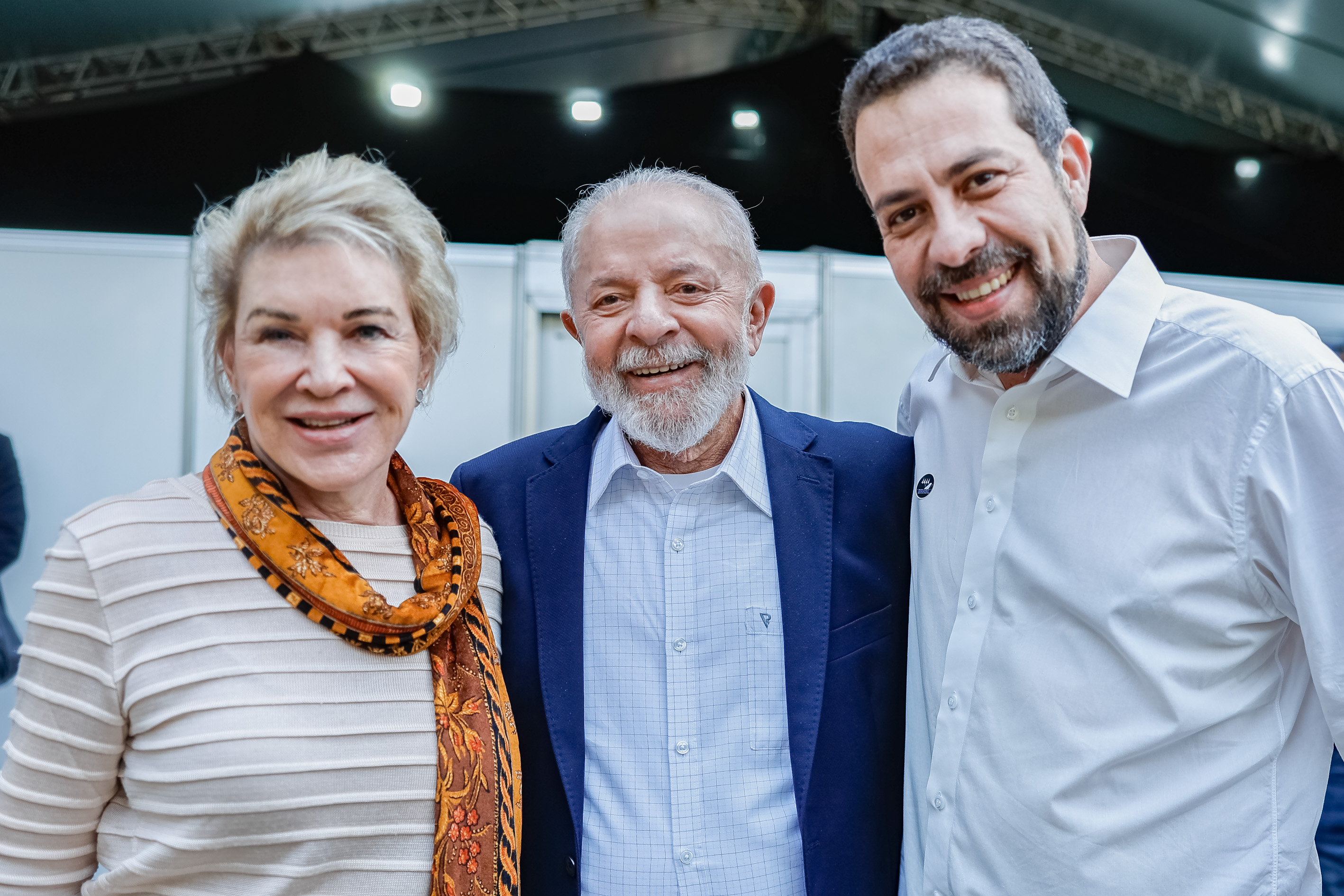
Marta, Lula e Boulos em junho de 2024.

No entanto, essa aliança encontrou resistência e oposição por parte de setores do partido no estado, liderados pelo deputado federal Jilmar Tatto. Isso se deve ao voto contrário da Federação PSOL REDE ao chamado "Arcabouço Fiscal" na Câmara dos Deputados, o que poderia causar atrito com os partidos do Centrão, em especial, o MDB e PSD. A presidenta nacional do PSOL, garantiu à imprensa que a legenda irá priorizar a candidatura de Boulos, bem como a de Edmilson Rodrigues, prefeito da capital Belém, no estado do Pará.
Em 5 de agosto de 2023, no Congresso Municipal realizado no Sindicato dos Empregados em Estabelecimentos de Serviços de Saúde de São Paulo (SinSaúdeSP), o PT oficializou seu apoio à candidatura de Boulos, e pela primeira vez, o partido não terá um candidato próprio na corrida eleitoral à Prefeitura de São Paulo, indicando meses mais tarde ao cargo de vice de Boulos, a psicóloga, ex-Senadora da República, ex-prefeita e ex-secretária do gabinete de Nunes, Marta Suplicy, que fez sua refiliação ao partido no início do ano seguinte.

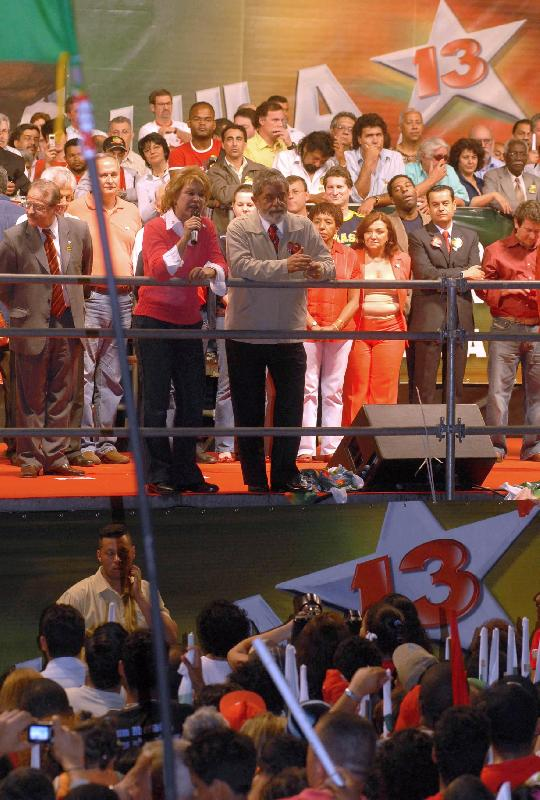
Marta discursando ao lado de Lula durante o segundo turno da eleição presidencial de 2006

Dessa atuação do pró-lulismo e de toda a cúpula do partido, o presidente do PT em São Paulo, Laércio Ribeiro, confirmou que a resistência antes dita pelo deputado Tatto, ela "arrefeceu-se". Para o próprio dirigente, disse que agora o partido precisa manter a frente ampla e firme nas pesquisas e que Boulos deve ter mais "maturidade" para ceder seu espaço nas eleições municipais de 2024. O deputado psolista teve como objetivo ter o partido Avante na sua coligação, mas foi rejeitada, numa decisão que desagradou André Janones, integrante da base governista do Governo Lula, que ainda se declara favorável o apoio do partido ao deputado Boulos. Dessa forma, o Avante com o Agir, irão apoiar a reeleição de Nunes, fazendo do candidato emedebista incumbente ter o maior número de partidos na aliança nessa eleição, ou seja, onze partidos.
Por assim, o deputado psolista Guilherme Boulos conta atualmente com o apoio de Luiza Erundina, Jilmar Tatto (PT), Marina Silva, Marina Helou (REDE), Suêd Haidar (PMB) e Orlando Silva (PCdoB). O Partido dos Trabalhadores, PDT e a Rede Sustentabilidade oficializaram apoio à candidatura de Boulos e formalizaram a Frente Democrática por São Paulo. Políticos como os ex-presidentes Lula e Dilma Rousseff, Fernando Haddad, ex-prefeito da cidade, Eduardo Suplicy, vereador mais votado na eleição de 2016, Flávio Dino, governador do estado do Maranhão, Sofia Manzano, Edmilson Costa, Marina Silva e Ciro Gomes, candidatos a presidente da república em 2018, também declararam apoio a chapa do PSOL e tem a ex-prefeita Marta Suplicy como candidata a vice na sua chapa. Boulos também recebe atualmente o apoio de uma série de artistas como Caetano Veloso.
O ex-candidato presidenciável de 2022, Padre Kelmon havia lançado sua pré-candidatura pelo PRTB, porém, a cúpula do partido decidiu substituir ele pelo empresário e influenciador digital Pablo Marçal. Kelmon também tentou, sem sucesso, viabilizar sua pré-candidatura pelo DC, mas retirou-se do certame, declarando apoio ao empresário e ex-MDB, Fernando Fantauzzi, efetivado como representante da legenda na corrida municipal, até também ser dispensado pela legenda em favor de Bebetto Haddad, candidato pelo DC. Até março de 2024, mais duas pré-candidaturas foram lançadas: a do ex-Ministro da Educação do Brasil, Abraham Weintraub (PMB) e do ex-Presidente do Sindicato dos Metroviários da cidade de São Paulo, Altino Prazeres (PSTU).

O incumbente Ricardo Nunes, por sua vez, conta atualmente com o apoio de parte do União Brasil e de todo o PSD, Podemos, Republicanos, PP e Solidariedade. Ele também concretizou um acordo oficial com o PL, partido do ex-presidente Jair Bolsonaro, que tinha como potenciais pré-candidatos: o deputado federal e ex-ministro do Meio Ambiente do Brasil, Ricardo Salles, e o também deputado federal e filho do ex-presidente, Eduardo Bolsonaro, na qual ambos declinaram posteriormente. O partido ainda negociou a indicação de uma candidatura a vice, mas enfrentou a concorrência do jornalista, ex-deputado federal e ex-Ministro de Estado da Defesa do Brasil, Aldo Rebelo (ex-PCdoB), que era cotado como o possível companheiro na chapa de Nunes. Todavia, ele desistiu desse cenário na chapa em 5 de junho de 2024, para continuar no secretariado de Nunes e ajudar na campanha do mesmo. Então a coligação decidiu, junto com o Governador do Estado, Tarcísio de Freitas, indicar o coronel Mello Araújo para pré-candidato a vice na chapa de Ricardo Nunes, o que desagradou o senador da República Alexandre Giordano (MDB), que, mais tarde, declarou seu apoio à pré-candidatura de Guilherme Boulos.
No UNIÃO, a aliança com Nunes também enfrenta resistência de parte dos dirigentes do partido, que acenou recentemente eventual apoio à coligação de Boulos. De outro lado, uma ala ligada ao Movimento Brasil Livre também já indicou o deputado Kim Kataguiri como pré-candidato ao cargo após a realização de prévias e pleiteava que a legenda saísse com candidatura própria. O MBL está também em fase de construção, junto com dissidentes do PSDB e do Partido Novo, para uma própria legenda, o Missão, que poderá participar das eleições gerais de 2026, caso consiga concluir todas as etapas de criação, incluindo a coleta de assinaturas de apoio estadual. No dia 18 de julho de 2024, Ricardo Nunes teve uma reunião em particular com o presidente da Câmara Municipal de São Paulo, Milton Leite, afiliado no União, para confirmar que o partido em todo possa apoiá-lo na sua reeleição; uma decisão em que tirou o deputado Kataguiri da corrida eleitoral.
Em mais outra ala de minoria no partido, defendia o apoio a pré-candidatura de Pablo Marçal, bem como também ocorreu no PL. Essa proposta teria sido motivada por um descontentamento das cúpulas de eleitores destas respectivas legendas com o atual prefeito Nunes. Outro fator motivador foi o bom desempenho de Marçal nas pesquisas eleitorais, publicada em 28 de maio — o pré-candidato do PRTB aparece na terceira posição, com 10,8% das intenções de voto, atrás de Nunes (segundo colocado, com 20,5%) e Boulos liderando na primeira posição, com 37,2%.
Havia uma possibilidade do União Brasil ingressar à coligação do deputado psolista. No entanto, o endosso precisava ser referendado pela direção do partido. O partido faz parte da base de apoio à reeleição de Ricardo Nunes (MDB), mas discutia, com o partido Avante, um possível endosso direto a Boulos ou ao empresário e coach, Pablo Marçal (PRTB). Em consenso, o União Brasil decidiu permanecer o seu apoio à candidatura de Ricardo Nunes.
Em 29 de dezembro de 2023, Boulos confirmou que o PDT de São Paulo iria apoiá-lo e formar coalizão para a corrida à prefeitura. A data escolhida pela legenda para oficializar a aliança foi simbólica: foi no dia 8 de janeiro, também o dia que marcou o primeiro ano dos ataques extremistas em Brasília. O ato de oficialização e apoio ao pré-candidato em 2024 teve, portanto, um tom de reafirmação da polarização política, tanto na cidade, quanto na Grande São Paulo. Tal repercussão nessa corrida eleitoral em São Paulo que é imensa, mostra um dos noticiários em que o aliado do União Brasil, Chiquinho Brazão, maior acusado de mandar assassinar a vereadora carioca Marielle Franco, divulgou à imprensa que utilizou um vídeo contrário ao deputado Boulos para tentar escapar da cassação do seu mandato e filiação ao partido.
Quem também oficializou apoio formal á Guilherme Boulos foi a Rede Sustentabilidade, através da carta pública anunciada em um ato político, ocasião na qual a ministra do Meio Ambiente Marina Silva ressaltou o retorno da esquerda ao executivo municipal paulistano, finalizando em destaque como cenário "imprescindível". De acordo com uma pesquisa recente ao veículo de imprensa Valor Econômico, Boulos é considerado candidato migrante a uma esquerda mais moderada. Por assim, o deputado conta atualmente com o apoio de mais sete partidos: Rede Sustentabilidade (que forma federação com o PSOL), Federação Brasil da Esperança (PT, PCdoB e PV), PDT, PCB e PMB.

### Disputa interna no PSDB: Perda de vereadores, veto a Nunes e pré-candidatura de Datena
O PDT havia lançado antes uma pré-candidatura do jornalista José Luiz Datena. Houve, também, uma série de especulações quanto a uma composição de Datena com Guilherme Boulos na sua chapa, mas tal projeto não foi adiante.
O apresentador da Rede Bandeirantes também foi cotado para uma possível aliança com a deputada Tabata Amaral, na qual comporia uma chapa na condição de candidato a vice-prefeito, representando a Federação PSDB Cidadania. Porém, no dia 15 de maio de 2024, Datena afirmou que abandonou a proposta de ser companheiro de chapa de Amaral, e confirmou com a ala do PSDB paulistano sua pré-candidatura. Essa informação foi reiterada pelo próprio jornalista cerca de 1 mês mais tarde, durante o lançamento da sua pré-candidatura pelo partido. O consultor político da pré-candidatuta de Amaral, Pablo Nobel, deixou o cargo em meados de abril do ano eleitoral. E agora, em uma cúpula do tucanato, pleiteia a deputada Amaral para ser a vice de José Luiz Datena. Esse movimento ganhou força após o jornalista aparecer numericamente em terceiro lugar nas pesquisas recentes de intenção de voto nessa eleição.
Ainda a despeito da Federação PSDB-Cidadania, após um escândalo vindo da eleição direta para a liderança dos tucanos no estado de São Paulo, o deputado estadual Marco Vinholi concordou com o ex-senador José Anibal que tanto o partido quanto a federação não irão apoiar a reeleição de Ricardo Nunes. A aproximação do incumbente emedebista com o ex-Presidente da República, Jair Bolsonaro, foi uma das justificativas e, com isso, o partido iria indicar o vice na chapa.
Em meio ao impasse gerado pela disputa interna, houve consequências: o partido perdeu toda sua bancada na Câmara Municipal de São Paulo (que era de 8 vereadores). Os vereadores tucanos ligados ao projeto de Nunes desfiliaram-se e migraram para outras legendas, como o MDB e o União Brasil (que apoia Nunes).
Às vésperas da convenção do partido, marcada para o dia 27 de julho, o ex-presidente do Diretório Municipal do PSDB em São Paulo, Fernando Alfredo, lançou sua pré-candidatura ao Palácio Banespa. A iniciativa visa tentar obstruir a confirmação de Datena como o representante da sigla (e, consequentemente, da Federação) no certame.
"Ele se nega a dialogar com a militância do PSDB sobre o que ele acha dos três bons governos tucanos que tivemos na cidade de São Paulo. Não sabemos o que, de fato, ele pensa sobre os principais temas da cidade"— Fernando Alfredo em entrevista ao jornal O Estado de S. Paulo, em 26 de julho de 2024.
Fernando Alfredo é um dos integrantes de uma dissidência do PSDB na capital que apoia a reeleição de Ricardo Nunes. Ele afirma que Datena não dialoga com a militância tucana e que desconhece o pensamento do apresentador sobre os principais temas da cidade.

### Outros(as) pré-candidatos(as)
O Partido da Causa Operária (PCO), por sua vez, entrará no certame com o editor do jornal de mesmo nome, João Caproni Costa Pimenta. João Jorge é filho do jornalista e presidente nacional do partido, Rui Costa Pimenta e da dirigente sindical e integrante do Coletivo de Mulheres Rosa Luxemburgo, Anaí Caproni Pinto, três vezes candidata à prefeitura de São Paulo (2004, 2008 e 2012).
O Partido Novo decidiu lançar a economista Marina Helena como pré-candidata pelo partido. Defensora das privatizações, Marina chegou a ser candidata a vice-prefeita no certame passado, porém, com a impugnação da candidatura de Filipe Sabará, retirou a candidatura após divergências internas no partido. Foi também candidata a deputada federal em 2022, obtendo a primeira suplência, tendo sido uma das candidatas favoritas do mercado financeiro e chegou a trabalhar na equipe de secretaria na pasta de Paulo Guedes no Governo Bolsonaro.

## Candidatos à prefeitura
| Nº | Prefeito(a)  | Prefeito(a)        | Prefeito(a)              | Prefeito(a) | Vice-prefeito(a) | Vice-prefeito(a) | Vice-prefeito(a)  | Vice-prefeito(a)         | Vice-prefeito(a)                                                          | Coligação Partido(s)                                                                                                   | Tempo do horário eleitoral       | Ref.                                                    |
| Nº | Candidato(a) | Candidato(a)       | Partido Federação        | Ocupação | Candidato(a)     | Candidato(a)     | Candidato(a)      | Partido Federação        | Ocupação                                                                  | Coligação Partido(s)                                                                                                   | Tempo do horário eleitoral       | Ref.                                                    |
| -- | ------------ | ------------------ | ------------------------ | --- | ---------------- | ---------------- | ----------------- | ------------------------ | ------------------------------------------------------------------------- | --- | -------------------------------- | ------------------------------------------------------- |
| 15 |              | Ricardo Nunes      | MDB                      | - Prefeito de São Paulo (2021–atualidade); - Empresário                                                                  |                  |                  | Cel. Mello Araújo | PL                       | - Policial Militar                                                        | Caminho Seguro para São Paulo MDB, PL, PP, Republicanos, UNIÃO, PSD, Solidariedade, Agir, Avante, PRD, MOBILIZA e PODE | 6 minutos e 30 segundos          | [ 72 ] [ 73 ] [ 74 ] [ 75 ] [ 76 ] [ 77 ] [ 78 ] [ 79 ] |
| 16 |              | Altino Prazeres    | PSTU                     | - Ex-presidente do Sindicato dos Metroviários de São Paulo                                                               |                  |                  | Silvana Garcia    | PSTU                     | - Dirigente do movimento de luta por moradia                              | Sem coligação | Sem direito ao horário eleitoral | [ 80 ]                                                  |
| 28 |              | Pablo Marçal       | PRTB                     | - Empresário; - Influenciador digital.                                                                                   |                  |                  | Antônia de Jesus  | PRTB                     | - Policial Militar                                                        | Sem coligação | Sem direito ao horário eleitoral | [ 81 ] [ 82 ] [ 83 ] [ 84 ]                             |
| 29 |              | João Costa Pimenta | PCO                      | - Editor do jornal Causa Operária; - Estudante universitário; - Coordenador da Aliança da Juventude Revolucionária (AJR) |                  |                  | Francisco Muniz   | PCO                      | - Músico                                                                  | Sem coligação | Sem direito ao horário eleitoral | [ 85 ]                                                  |
| 30 |              | Marina Helena      | NOVO                     | - Economista; - Diretora de desestatização do Ministério da Economia na gestão Guedes; - Ex-dirigente nacional do NOVO   |                  |                  | Coronel Priell    | NOVO                     | - Policial Militar                                                        | Sem coligação | Sem direito ao horário eleitoral | [ 19 ] [ 86 ]                                           |
| 40 |              | Tabata Amaral      | PSB                      | - Deputada federal (2019–atualidade); - Cientista política                                                               |                  |                  | Lúcia França      | PSB                      | - Professora; - Primeira-dama de São Paulo (2018)                         | Sem coligação | 30 segundos                      | [ 87 ]                                                  |
| 45 |              | José Luiz Datena   | PSDB Fed. PSDB Cidadania | - Apresentador de televisão                                                                                              |                  |                  | José Aníbal       | PSDB Fed. PSDB Cidadania | - Senador por São Paulo (2016–2017, 2021–2022).                           | Sem coligação | 35 segundos                      | [ 88 ]                                                  |
| 50 |              | Guilherme Boulos   | PSOL Fed. PSOL REDE      | - Deputado federal por São Paulo (2023–atualidade); - Líder e Membro da Coordenação Nacional do MTST (2002–atualidade)   |                  |                  | Marta Suplicy     | PT FE Brasil             | - Prefeita de São Paulo (2001–2005); - Senadora por São Paulo (2011–2019) | Amor por São Paulo Fed. PSOL REDE (PSOL e REDE), FE Brasil (PT, PCdoB e PV), PDT, PMB e PCB                            | 2 minutos e 22 segundos          | [ 56 ] [ 32 ] [ 89 ]                                    |
| 80 |              | Ricardo Senese     | UP                       | - Dirigente da Federação Nacional dos Metroviários                                                                       |                  |                  | Julia Soares      | UP                       | - Coordenadora nacional do Movimento de Mulheres Olga Benario             | Sem coligação | Sem direito ao horário eleitoral | [ 90 ]                                                  |

### Indeferida
| Nº | Prefeito(a)  | Prefeito(a)   | Prefeito(a)       | Prefeito(a) | Vice-prefeito(a) | Vice-prefeito(a) | Vice-prefeito(a) | Vice-prefeito(a)  | Vice-prefeito(a) | Coligação Partido(s) | Tempo do horário eleitoral       | Nota |
| Nº | Candidato(a) | Candidato(a)  | Partido Federação | Ocupação | Candidato(a)     | Candidato(a)     | Candidato(a)     | Partido Federação | Ocupação         | Coligação Partido(s) | Tempo do horário eleitoral       | Nota |
| -- | ------------ | ------------- | ----------------- | --- | ---------------- | ---------------- | ---------------- | ----------------- | ---------------- | -------------------- | -------------------------------- | --- |
| 27 |              | Bebeto Haddad | DC                | - Deputado federal por São Paulo (1991–1995) - Secretário municipal de Esportes, Lazer e Recreação (2011-2012) |                  |                  | Camila Consci    | DC                | - Advogada       | Sem coligação        | Sem direito ao horário eleitoral | Teve sua candidatura indeferida pelo Tribunal Superior Eleitoral (TSE) em 10 de setembro devido à falta de pagamento da multa eleitoral, além de não apresentar documentos relacionados a dois processos contra o candidato por sonegação fiscal. |

### Desistências
- Ricardo Salles (PL): O ex-Ministro de Estado do Meio Ambiente do Governo Bolsonaro retirou-se da corrida ao Palácio Banespa após o ex-presidente Jair Bolsonaro decidir apoiar a reeleição de Ricardo Nunes.
- Padre Kelmon (PRD): O candidato a presidente da República em 2022 pelo extinto PTB havia anunciado sua pré-candidatura pelo PRD e, posteriormente, pelo PRTB, tendo o Pastor Manoel Ferreira como seu companheiro de chapa. Porém, a primeira sigla (que surgiu da fusão do PTB com o também extinto Patriota) optou por apoiar o atual prefeito. O PRTB, por sua vez, substituiu Padre Kelmon pelo empresário Pablo Marçal.[92] Com isso, primeiramente, o ex-presidenciável migrou para o DC e passou a apoiar o empresário e pré-candidato deste partido, Fernando Fantauzzi, mas após a troca de sua candidatura para Bebeto Haddad, Kelmon decidiu se filiar ao PL e ficar neutro nestas eleições.

### Canceladas
- Abraham Weintraub (PMB): Embora tenha se declarado pré-candidato independente (modalidade ainda não autorizada pela legislação eleitoral brasileira), seu partido ainda, o PMB, formalizou o apoio a pré-candidatura de Guilherme Boulos (PSOL).[93][94] O próprio Weintraub reafirma que, se necessário, ingressará na Justiça para poder ser candidato sem legenda.[94][95]
- Kim Kataguiri (UNIÃO): Embora tenha se declarado pré-candidato, sua candidatura foi descartada pelo Diretório Municipal do partido e foi reiterado em mais de uma declaração que o mesmo não seria candidato pelo UNIÃO.[50][96][97][98] Em 1 de agosto de 2024, deixou oficialmente a disputa, afirmando que sua candidatura foi sabotada pelo partido em mais de uma ocasião, e na mesma coletiva, declarou seu apoio à candidatura de Ricardo Nunes.[99]
- Fernando Fantauzzi (DC): O Democracia Cristã mudou de candidato e decidiu apoiar Bebeto Haddad em seu lugar. Na versão do partido, tratou-se de uma decisão consensual entre ambas as partes, pois segundo o DC, Fantauzzi, como empresário, tinha agendas internacionais que não poderiam ser realizadas caso fosse candidato, e sua campanha "demandaria muito da sua presença na cidade de São Paulo". No entanto, o mesmo discorda desse posicionamento e afirmou que "forças ocultas" levaram ao cancelamento de sua candidatura.[100]

## Apoios no segundo turno
| Nunes     | Nunes                                                               |
| --------- | ------------------------------------------------------------------- |
| Partidos  | PSDB.                                                               |
| Partidos  | Cidadania.                                                          |
| Políticos | Marina Helena, economista e sexta colocada na disputa no 1.° turno. |
| Políticos | Cris Monteiro, vereadora reeleita pelo NOVO.                        |
| Políticos | Jair Bolsonaro, ex-presidente do Brasil.                            |
| Políticos | Michel Temer, ex-presidente do Brasil.                              |
| Políticos | Tarcísio de Freitas, governador de São Paulo                        |

| Boulos    | Boulos                                                                                                 |
| --------- | --- |
| Partidos  | PSB.                                                                                                   |
| Partidos  | PSTU.                                                                                                  |
| Políticos | Tabata Amaral, deputada federal e quarta colocada na disputa no 1.° turno.                             |
| Políticos | Geraldo Alckmin, vice-presidente do Brasil.                                                            |
| Políticos | Altino Prazeres, sindicalista e oitavo colocado na disputa no 1.° turno.                               |
| Políticos | José Luiz Datena, apresentador de TV e quinto colocado na disputa no 1.º turno.                        |
| Políticos | Luiz Inácio Lula da Silva, presidente do Brasil.                                                       |
| Políticos | Márcio França, ex-governador de São Paulo.                                                             |
| Políticos | Lúcia França, ex-primeira dama de São Paulo e candidata a vice-prefeita de Tabata Amaral no 1.º turno. |
| Políticos | Fernando Haddad, Ministro da Fazenda e ex-prefeito de São Paulo.                                       |
| Políticos | Luiza Erundina, deputada federal e ex-prefeita de São Paulo                                            |

### Posicionamento de Pablo Marçal sobre o segundo turno em São Paulo
Após receber pouco mais de um milhão e setecentos mil votos no primeiro turno, precisos 1.719.724 votos (28,14% dos votos válidos), Pablo Marçal, candidato pelo PRTB, liberou seus eleitores para definirem seus próprios candidatos no segundo turno. Recusou apoiar Ricardo Nunes na segunda etapa do pleito e exigiu retratação de figuras como o ex-presidente Jair Bolsonaro, o governador de São Paulo Tarcísio de Freitas, Silas Malafaia e do próprio candidato à reeleição Ricardo Nunes. Em seguida, Marçal afirmou que Guilherme Boulos sairá vencedor da disputa para prefeito na capital paulista.

## Debates

### Primeiro turno
De acordo com as regras eleitorais, as emissoras só poderão convocar para o debate os candidatos que obtiverem a concordância de pelo menos dois terços de candidatas e candidatos, no caso de eleição majoritária (cargo de prefeito), e de pelo menos dois terços dos partidos ou das federações com candidatas e candidatos, no caso de eleição proporcional (cargo de vereador). Caso não seja possível um acordo, as emissoras de rádio e televisão podem apresentar debates em conjunto para o cargo de prefeito, estando presentes todas as candidatas e todos os candidatos, ou em grupos, com a presença de, no mínimo, três pessoas. O debate da Jovem Pan foi cancelado e substituído por sabatinas com os principais candidatos.
Pablo Marçal e Maria Helena foram convidados aos debates devido ao desempenho deles nas pesquisas de intenção de voto. Os realizadores não eram obrigados a convidar candidatos cujos partidos não tem a representatividade mínima de representantes no Congresso Nacional, como manda a lei do TSE. O que era o caso dos partidos dos dois citados, Novo e PRTB. Maria Helena não foi convidada aos debates da Band, Folha de S.Paulo e Globo. Marçal foi convidado para o debate da Globo pois a emissora estabeleceu que convidaria os candidatos que obtiverem o mínimo de 6% na última pesquisa (no caso, ele alcançou 21% na pesquisa da Quaest). Apesar do PSDB ter representatividade no congresso, José Luiz Datena não foi convidado a participar do debate promovido pela Folha de S.Paulo e UOL. Neste debate, a princípio, convidaria apenas os três candidatos mais bem colocados nas pesquisas (Nunes, Boulos e Marçal), mas depois aumentou para os quatros mais bem colocados, dando a possibilidade de Tábata Amaral ser convidada.

A eleição de 2024 na cidade de São Paulo ficou marcado pelo grande número de debates durante o Primeiro Turno: 11 ao todo. Sendo 7 televisionados e 3 transmitidos pela internet. Não houve nenhum debate em que todos os 10 candidatos, incluindo o dos partidos menores, compareceram. Entretanto, alguns veículos de comunicação também realizaram sabatina com esses candidatos como o g1 e a Folha em parceria com o UOL. Mesmo com o cancelamento do debate da Jovem Pan, que ao todo se somaria a 12 no total, esta eleição bateu a marca histórica de 10 debates da eleição de 2020. Pablo Marçal e Tabata Amaral foram os únicos candidatos que comparecerem em todos eles.
| Data           | Organizador(es)                | Mediação                | Guilherme Boulos (PSOL) | Ricardo Nunes (MDB) | José Luiz Datena (PSDB) | Pablo Marçal (PRTB) | Tabata Amaral (PSB) | Marina Helena (NOVO) | Altino Prazeres (PSTU) | Ricardo Senese (UP) | Bebetto Haddad (DC) | João Pimenta (PCO) | Ref             |
| -------------- | ------------------------------ | ----------------------- | ----------------------- | ------------------- | ----------------------- | ------------------- | ------------------- | -------------------- | ---------------------- | ------------------- | ------------------- | ------------------ | --------------- |
| 8 de agosto    | Band São Paulo                 | Eduardo Oinegue         | Presente                | Presente            | Presente                | Presente            | Presente            | Não convidada        | Não convidado          | Não convidado       | Não convidado       | Não convidado      | [ 125 ]         |
| 14 de agosto   | Estadão / Terra / FAAP         | Roseann Kennedy         | Presente                | Presente            | Presente                | Presente            | Presente            | Presente             | Não convidado          | Não convidado       | Não convidado       | Não convidado      | [ 126 ]         |
| 19 de agosto   | Revista Veja / ESPM            | Marcela Rahal           | Ausente                 | Ausente             | Ausente                 | Presente            | Presente            | Presente             | Não convidado          | Não convidado       | Não convidado       | Não convidado      | [ 127 ]         |
| 1º de setembro | TV Gazeta / MyNews             | Denise Campos de Toledo | Presente                | Presente            | Presente                | Presente            | Presente            | Não convidada        | Não convidado          | Não convidado       | Não convidado       | Não convidado      | [ 128 ] [ 129 ] |
| 15 de setembro | TV Cultura                     | Leão Serva              | Presente                | Presente            | Presente                | Presente            | Presente            | Presente             | Não convidado          | Não convidado       | Não convidado       | Não convidado      | [ 130 ] [ 131 ] |
| 17 de setembro | RedeTV! / UOL                  | Amanda Klein            | Presente                | Presente            | Presente                | Presente            | Presente            | Presente             | Não convidado          | Não convidado       | Não convidado       | Não convidado      | [ 132 ] [ 133 ] |
| 20 de setembro | SBT SP / Terra / Novabrasil FM | César Filho             | Presente                | Presente            | Presente                | Presente            | Presente            | Presente             | Não convidado          | Não convidado       | Não convidado       | Não convidado      | [ 134 ]         |
| 23 de setembro | Flow                           | Carlos Tramontina       | Presente                | Presente            | Presente                | Presente            | Presente            | Presente             | Não convidado          | Não convidado       | Não convidado       | Não convidado      | [ 135 ]         |
| 28 de setembro | Record São Paulo               | Eduardo Ribeiro         | Presente                | Presente            | Presente                | Presente            | Presente            | Presente             | Não convidado          | Não convidado       | Não convidado       | Não convidado      | [ 136 ]         |
| 30 de setembro | Folha de S.Paulo / UOL         | Fabíola Cidral          | Presente                | Presente            | Não convidado           | Presente            | Presente            | Não convidada        | Não convidado          | Não convidado       | Não convidado       | Não convidado      | [ 137 ]         |
| 3 de outubro   | TV Globo São Paulo             | César Tralli            | Presente                | Presente            | Presente                | Presente            | Presente            | Não convidada        | Não convidado          | Não convidado       | Não convidado       | Não convidado      | [ 138 ]         |

### Controvérsias

#### Comportamento de Pablo Marçal
As atitudes de Pablo Marçal em debates e sabatinas começaram a ser questionadas por vários setores da imprensa, que o acusavam de tentar criar cortes para as redes sociais protagonizando discussões com mediadores e adversários. Além disso, durante os primeiros debates, Marçal protagonizou diversas discussões contra Datena, Ricardo Nunes, Guilherme Boulos e Tabata Amaral proferindo acusações, boa parte sem provas, contra os quatro. No debate da Band, Marçal acusou Boulos de ser usuário de cocaína, utilizando um boné com a letra M e imitando o gesto do cheiro, e chegou a lhe apresentar uma carteira de trabalho durante o debate do Estadão. As acusações sobre Boulos ser usuário de drogas foram baseadas em um processo envolvendo um homem sobre "posse de drogas para consumo pessoal". Contudo, o homem processado era, na verdade, Guilherme Bardaul Boulos, que naquela ocasião estava concorrendo a vereador em São Paulo pelo Solidariedade, e não tinha nenhuma relação com o candidato a prefeito do PSOL. Já com Nunes, Marçal ironizava uma voz de prisão contra este e lançava apelidos contra o candidato. Marçal também foi acusado por Amaral e Ricardo de ser incômodo ao mandar mensagem para ambos no WhatsApp pedindo trégua, mas sempre os ataca nos encontros. A atitude agressiva do candidato do PRTB fez com que Nunes, Boulos e Datena se recusassem a comparecer ao debate promovido pela revista Veja e ESPM, para evitar momentos de destempero de Marçal . Outra atitude do influenciador foi fazer gestos com a mão "fazendo o M", símbolo de sua campanha, durante idas e voltas do intervalo (onde é exibido um plano geral do estúdio com todos os candidatos) e durante a divisão de tela entre as dinâmicas de perguntas e resposta, como um sinal de deboche.
Durante o debate organizado pela TV Cultura em 15 de setembro, Datena agrediu Marçal com uma cadeira após este acusar o jornalista de assédio sexual, relembrando uma denúncia de uma ex-repórter da Band em 2018, com o caso sendo arquivado pelo Ministério Público Federal por falta de provas. A Polícia Civil de São Paulo abriu um inquérito contra Datena por injúria e lesão corporal. O candidato tucano e apresentador, por sua vez, alegava que iria fazer queixa-crime contra Pablo Marçal. Uma semana após a polêmica, Marçal, que chegou a assumir a vice-liderança nas pesquisas de opinião, começou a perder pontos, enquanto Nunes e Boulos cresciam timidamente no método estimulado, onde são citados os candidatos. Já na rejeição, Marçal viu seus números aumentarem. Além disso, Pablo acabou admitindo que a cena da ambulância (onde apareceu em uma maca agonizando de dor) foi forjada . Nos debates seguintes, ele surgiu com o braço direito engessado.
Antes disso, no debate organizado pela TV Gazeta e MyNews, Datena e Marçal protagonizaram uma discussão acalorada, onde Datena deixou o seu púlpito em direção ao de Marçal, que o chamou de "ditador". A mediadora Denise Campos de Toledo advertiu Datena sobre a regra de não sair do púlpito durante o debate e Marçal perdeu um direito de resposta por ter provocado o candidato a deixar o púlpito.
No dia 17 de setembro, Pablo Marçal e Ricardo Nunes protagonizaram uma grande discussão ao vivo durante o debate na RedeTV!, após Marçal afirmar que Nunes será preso, levando a mediadora Amanda Klein a advertir os dois candidatos e interromper o encontro por alguns minutos. A atitude foi elogiada por outros jornalistas. Já no dia 23, durante o debate do Flow, Marçal é expulso por descumprir as regras do encontro ao proferir xingamentos contra Ricardo Nunes, insistir que ele seria preso, o que iria contra as regras do debate, e discutir com Carlos Tramontina nas considerações finais, insistindo nas falas mesmo após levar advertências. Logo após o ocorrido, o marqueteiro de Nunes, Duda Lima, levou um soco no rosto vindo de um assessor de Marçal após ter pedido licença para passar, quando este filmava a expulsão do candidato . Além disso, foi revelado um vídeo gravado antes do debate, durante a chegada dos candidatos, em que Marçal e Nunes brigavam com acusações mútuas sobre ligações com o PCC.
Para evitar agressões físicas em debates, realizadoras tomaram medidas como regras mais rígidas e mudanças nos cenários. A RedeTV!, que promoveu seu debate dois dias depois ao da TV Cultura, parafusou as cadeiras no chão do estúdio. Na abertura do debate da SBT, o apresentador César Filho deixou claro as regras de proibição ao uso de palavras de baixo calão e apelidos ofensivos. E que os organizadores do evento se reservariam ao direito de encerrar o debate a qualquer momento, em último caso. Paralelamente, Guilherme Boulos e Tabata Amaral tiveram direito a escolta própria e veículos blindados por serem deputados federais. Além de Ricardo Nunes, por ser o prefeito titular. A Record fez modificações em seu cenário, trocando os copos de vidro disponíveis aos candidatos por de plástico, e fixou as cadeiras. Além disso, deixou uma câmera fixa, registrando o movimento dos assessores e reservou camarins isolados para candidatos, que entraram em momentos diferentes na sede da emissoras e tiveram o direito de levar seguranças.
Enquanto que a TV Globo, tradicionalmente responsável por encerrar o ciclo de debates, proibiu a entrada de armas, limitou a cada candidato a presença de um assessor, que ficaram isolados em camarins para não se encontrarem antes de estarem no palco, e não teve plateia. Além disso, a emissora preparou um forte esquema de segurança para que candidatos seguissem para o estúdio escoltados, com caminhos distintos e momentos diferentes, proibindo a presença de assessores no estúdio sem prévia autorização e estes entrariam escoltados por seguranças. Os candidatos foram proibidos de se referirem aos oponentes por apelidos, apenas pelo nome, sob pena de advertência ou expulsão. Ao final do debate, os candidatos deixaram o estúdio o mais rapidamente para evitar atritos . Outra proibição, anunciada por César Tralli no início do debate, foi a de mostrar documentos e papéis durante as perguntas respostas. Apesar disso, Boulos apresentou um exame toxicológico que registrou negativo para o uso de drogas, em resposta às acusações de Marçal, ao final do penúltimo bloco, e desafiou o oponente a fazer um exame psicotécnico, o que gerou uma advertência ao candidato do PSOL. No mesmo debate, Tábata acusou Marçal de usar um "gesso cenográfico" em sua mão anteriormente machucada, durante os debates. 
No dia seguinte ao debate da TV Globo, véspera da votação do primeiro turno, o perfil de Pablo Marçal no instagram publicou um laudo médico no qual indicava que Guilherme Boulos era usuário de cocaína. O documento foi comprovado como falso devido à assinatura diferente do médico responsável pelo documento, José Roberto Souza, que no ano registrado no documento, não estava mais em atividade por problemas de saúde. Além disso, a clínica Mais Consultas tem como sócio Luiz Teixeira da Silva Júnior, amigo de Marçal e condenado por falsificação de diploma de medicina e ata de colação de grau. Em evento de campanha, Marçal não respondeu a origem do falso documento e disse não se arrependeu de ter publicado. 
A atitude de Marçal gerou o repúdio de outros candidatos a prefeito. Em 7 de outubro de 2024, após a perícia da Policia Federal constatar a falsidade do documento, a filha de José Roberto Souza, falecido em 2022, Carla Maria de Oliveira Souza, entrou com uma ação contra Marçal pedindo a sua inelegibilidade. De acordo com a ação, souza era hematologista e não psiquiatra. Em maio de 2025, o Ministério Público Eleitoral denunciou o ex-candidato.

### Segundo turno
Como determina as regras de debate no segundo turno, caso um dos dois candidatos não compareça ao debate, este é trocado por uma sabatina de cerca de uma hora com o candidato presente ao evento. Ricardo Nunes não compareceu aos debates da CBN e RedeTV!, alegando neste último, questões de agenda extraordinária com o governador do estado Tarcísio de Freitas. Então, estes veículos optaram por sabatinas com Guilherme Boulos. Além disso, em entrevista antes do debate da Band, Nunes havia afirmado que compareceria apenas à três debates no segundo turno por questões de agenda (da Band, Record e Globo). É comum que candidatos mais bem colocados nas pesquisas priorizem os debates da Band, por ser o primeiro encontro entre os candidatos, e da Globo, por ser o último debate antes da eleição e por ser a emissora de maior audiência, podendo dar mais visibilidade aos candidatos..
Diante da ausência do prefeito titular de São Paulo, o SBT optou por cancelar o debate/sabatina que faria em 18 de outubro de 2024. Desta forma, o candidato Guilherme Boulos realizou um debate em praça pública, em frente ao teatro municipal de São Paulo, em que uma das temáticas do evento era ouvir aos cidadãos que passavam pelo centro de São Paulo naquele momento e lhe faziam perguntas, onde Boulos as respondia.
A TV Cultura também ia fazer um especial do programa Roda Viva com os dois candidatos que acabou sendo cancelado em virtude da recusa de Ricardo Nunes que alegou "excesso de debates". Ao Poder360, a TV Cultura informou que o programa seria cancelado. Segundo a emissora, a decisão se deu porque não faria sentido realizar uma entrevista somente com um dos candidatos, levando em consideração que ambos já foram sabatinados no Roda Viva no Primeiro Turno.
Em 23 de outubro de 2025, Pablo Marçal, candidato derrotado, desafiou Boulos e Nunes para fazer sabatinas através de lives em suas redes sociais. Apenas Boulos aceitou e a live entre os dois aconteceu em 25 de outubro e foi considerado um "debate amigável" . Para mostrar a recusa de Nunes em participar, Marçal ligou ao vivo para o prefeito, que não o atendeu. 
| Data          | Organizador(es)                  | Mediação                      | Guilherme Boulos (PSOL) | Ricardo Nunes (MDB) | Ref.    |
| ------------- | -------------------------------- | ----------------------------- | ----------------------- | ------------------- | ------- |
| 10 de outubro | CBN São Paulo                    | Milton Jung                   | Presente                | Ausente             | [ 167 ] |
| 14 de outubro | Band São Paulo                   | Eduardo Oinegue               | Presente                | Presente            | [ 168 ] |
| 17 de outubro | RedeTV! / Folha de S.Paulo / UOL | Amanda Klein e Fabíola Cidral | Presente                | Ausente             | [ 169 ] |
| 19 de outubro | Record São Paulo                 | Eduardo Ribeiro               | Presente                | Presente            | [ 168 ] |
| 25 de outubro | TV Globo São Paulo               | César Tralli                  | Presente                | Presente            | [ 168 ] |

## Entrevistas no noticiário jornalístico

### O Assunto
Em 5 de agosto de 2024, o G1 deu início às entrevistas com os candidatos à prefeitura de São Paulo. A entrevistadora é a jornalista Natuza Nery, responsável por comandar o podcast O Assunto, e todas as entrevistas tem duração de uma hora, sendo transmitidas pelo site do G1, no YouTube e no TikTok. A primeira entrevistada foi Tabata Amaral. No dia 6 de agosto, o entrevistado foi José Luiz Datena, que em certo ponto da entrevista, chegou a irritar Natuza por interromper as suas perguntas de forma constante, não a deixando falar e as fazer; ela acusou o apresentador de cometer manterrupting.
Guilherme Boulos foi o entrevistado por Natuza no dia 7 de agosto, e como já havia antecipado, exaltou programas como o Bilhete único e os Centros Educacionais Unificados (CEUs), legados de sua candidata a vice, a ex-prefeita Marta Suplicy (PT), ressaltando-os.
Em 9 de agosto, o entrevistado por Natuza foi Pablo Marçal, que foi questionado sobre a ligação com Leonardo Avalanche, atual presidente do PRTB, e seus laços com o PCC. Marçal afirma que questionou Avalanche após saber da notícia por meio da imprensa, e defendeu que ele se explicasse diretamente sobre o caso. Ele defende o direito ao princípio da ampla defesa de Avalanche, e caso seja de fato comprovada a ligação entre a organização criminosa e Avalanche, que o mesmo seja responsabilizado por isso.
Em 12 de agosto, o último entrevistado da série foi o prefeito Ricardo Nunes, que foi questionado sobre um suposto elo com a Máfia das Creches, o que ele negou, segundo uma investigação aberta pela Polícia Federal. Ele também afirmou que será o prefeito de São Paulo que mais cumpriu o plano de Metas para a cidade, apresentado pelo falecido prefeito Bruno Covas em março de 2021. E prometeu a entrega de mais 8 UPAs na cidade até 2025.

## Pesquisas eleitorais
As pesquisas buscam analisar como seria o resultado da eleição se ela ocorresse no dia em que os dados dos entrevistados foram coletados, não tendo como objetivo pela porcentagem de confiança, prever o resultado final da eleição.
Exemplo: na pesquisa do instituto AtlasIntel que foi divulgada em 8 de agosto de 2024, o candidato Boulos vence nos quatro cenários, mas empata na margem de erro no quarto cenário.

### Segundo turno
| Fonte               | Data(s) conduzida(s) | Amostragem | Boulos PSOL | Nunes MDB      | Abst. Indec. | Vantagem | Ref.    |       |     |     |     |     |         |
| ------------------- | -------------------- | ---------- | ----------- | -------------- | ------------ | -------- | ------- | ----- | --- | --- | --- | --- | ------- |
| Fonte               | Data(s) conduzida(s) | Amostragem | Datafolha   | 25-26/Out/2024 | Abst. Indec. | Vantagem | Ref.    | 2.052 | 37% | 48% | 15% | 11% | [ 180 ] |
| 32%                 | 39%                  | 20%        | Datafolha   | 25-26/Out/2024 | 7%           |          |         | 2.052 |     |     |     |     | [ 180 ] |
| Quaest              | 25-26/Out/2024       | 2.004      | 34%         | 45%            | 21%          | 11%      | [ 181 ] |       |     |     |     |     |         |
| Quaest              | 25-26/Out/2024       | 2.004      | 29%         | 38%            | 33%          | 9%       | [ 181 ] |       |     |     |     |     |         |
| Futura/100% Cidades | 26/Out/2024          | 1.000      | 36.2%       | 56.2%          | 10.2%        | 17.4%    | [ 182 ] |       |     |     |     |     |         |
| Futura/100% Cidades | 26/Out/2024          | 1.000      | 32.5%       | 47.9%          | 19.3%        | 15.4%    | [ 182 ] |       |     |     |     |     |         |
| Veritá              | 21-26/Out/2024       | 3.020      | 36.9%       | 52.5%          | 10.6%        | 15.6%    | [ 183 ] |       |     |     |     |     |         |
| FESPSP              | 24-26/Out/2024       | 1.000      | 40.1%       | 47.4%          | 12.5%        | 7.3%     | [ 184 ] |       |     |     |     |     |         |
| FESPSP              | 24-26/Out/2024       | 1.000      | 38.4%       | 45.5%          | 16.1%        | 7.1%     | [ 184 ] |       |     |     |     |     |         |
| AtlasIntel          | 20-25/Out/2024       | 2.191      | 42.4%       | 53.2%          | 4.4%         | 10.8%    | [ 185 ] |       |     |     |     |     |         |
| Paraná Pesquisas    | 21-24/Out/2024       | 1.500      | 40.7%       | 51.2%          | 8.1%         | 10.5%    | [ 186 ] |       |     |     |     |     |         |
| Datafolha           | 22-23/Out/2024       | 1.204      | 35%         | 49%            | 16%          | 14%      | [ 187 ] |       |     |     |     |     |         |
| Datafolha           | 22-23/Out/2024       | 1.204      | 30%         | 40%            | 22%          | 10%      | [ 187 ] |       |     |     |     |     |         |
| Futura/100% Cidades | 22/Out/2024          | 1.000      | 33.9%       | 57%            | 9.2%         | 23.1%    | [ 188 ] |       |     |     |     |     |         |
| Futura/100% Cidades | 22/Out/2024          | 1.000      | 33.3%       | 51.3%          | 15.2%        | 18%      | [ 188 ] |       |     |     |     |     |         |
| Vox                 | 21-22/Out/2024       | 1.500      | 36,5%       | 54,4%          | 9,1%         | 17,9%    | [ 189 ] |       |     |     |     |     |         |
| Real Time Big Data  | 21-22/Out/2024       | 1.500      | 40%         | 51%            | 9%           | 11%      | [ 190 ] |       |     |     |     |     |         |
| Quaest              | 20-22/Out/2024       | 1.200      | 35%         | 44%            | 21%          | 9%       | [ 191 ] |       |     |     |     |     |         |
| Quaest              | 20-22/Out/2024       | 1.200      | 28%         | 36%            | 35%          | 8%       | [ 191 ] |       |     |     |     |     |         |
| Paraná Pesquisas    | 15-21/Out/2024       | 1.500      | 39.6%       | 51.7%          | 8.7%         | 12.1%    | [ 192 ] |       |     |     |     |     |         |
| AtlasIntel          | 15-21/Out/2024       | 2.000      | 42.2%       | 54.8%          | 2.9%         | 12.6%    | [ 193 ] |       |     |     |     |     |         |
| Datafolha           | 15-17/Out/2024       | 1.204      | 33%         | 51%            | 16%          | 18%      | [ 194 ] |       |     |     |     |     |         |
| Datafolha           | 15-17/Out/2024       | 1.204      | 30%         | 41%            | 22%          | 11%      | [ 194 ] |       |     |     |     |     |         |
| Futura/100% Cidades | 15-16/Out/2024       | 1.000      | 37,6%       | 50,4%          | 12%          | 12,8%    | [ 195 ] |       |     |     |     |     |         |
| Futura/100% Cidades | 15-16/Out/2024       | 1.000      | 33,3%       | 45,8%          | 19,8%        | 12,5%    | [ 195 ] |       |     |     |     |     |         |
| Quaest              | 13-15/Out/2024       | 1.200      | 33%         | 45%            | 22%          | 12%      | [ 196 ] |       |     |     |     |     |         |
| Quaest              | 13-15/Out/2024       | 1.200      | 29%         | 38%            | 33%          | 9%       | [ 196 ] |       |     |     |     |     |         |
| Paraná Pesquisas    | 12-15/Out/2024       | 1.500      | 39.2%       | 52.3%          | 8.5%         | 13.1%    | [ 197 ] |       |     |     |     |     |         |
| Paraná Pesquisas    | 12-15/Out/2024       | 1.500      | 30%         | 36.1%          | 33.4%        | 6.1%     | [ 197 ] |       |     |     |     |     |         |
| Vox                 | 11-12/Out/2024       | 1.500      | 37.3%       | 54.1%          | 8.6%         | 16.8%    | [ 198 ] |       |     |     |     |     |         |
| Real Time Big Data  | 11-12/Out/2024       | 1.500      | 39%         | 53%            | 8%           | 14%      | [ 199 ] |       |     |     |     |     |         |
| Futura/100% Cidades | 11/Out/2024          | 1.000      | 31.5%       | 52.4%          | 16.1%        | 20.9%    | [ 200 ] |       |     |     |     |     |         |
| Futura/100% Cidades | 11/Out/2024          | 1.000      | 30%         | 47.3%          | 22.4%        | 17.3%    | [ 200 ] |       |     |     |     |     |         |
| Vox                 | 9-11/Out/2024        | 1.500      | 37.2%       | 53.8%          | 9%           | 16.6%    | [ 201 ] |       |     |     |     |     |         |
| Datafolha           | 8-9/Out/2024         | 1.204      | 33%         | 55%            | 12%          | 22%      | [ 202 ] |       |     |     |     |     |         |
| Datafolha           | 8-9/Out/2024         | 1.204      | 29%         | 41%            | 22%          | 12%      | [ 202 ] |       |     |     |     |     |         |
| Paraná Pesquisas    | 7-9/Out/2024         | 1.200      | 39%         | 52.8%          | 8.2%         | 13.8%    | [ 203 ] |       |     |     |     |     |         |
| FESPSP              | 7-9/Out/2024         | 1.500      | 35.9%       | 51.4%          | 12.7%        | 15.5%    | [ 204 ] |       |     |     |     |     |         |
| FESPSP              | 7-9/Out/2024         | 1.500      | 33.6%       | 46.9%          | 19.2%        | 13.3%    | [ 204 ] |       |     |     |     |     |         |

### Primeiro turno
Nota: Em itálico, estão os candidatos que desistiram da disputa ou que foram indeferidos.
| Fonte                         | Data(s) conduzida(s)          | Amostragem                    | Boulos PSOL | Nunes MDB | Marçal PRTB | Amaral PSB | Datena PSDB | Marina NOVO | Senese UP | Altino PSTU | Pimenta PCO | Outros | Outros | Abst. Indec. | Vantagem | Ref. |      |      |   |   |   |      |      |         |
| ----------------------------- | ----------------------------- | ----------------------------- | --- | --- | --- | --- | --- | --- | --- | --- | --- | --- | --- | --- | --- | --- | ---- | ---- | - | - | - | ---- | ---- | ------- |
| Fonte                         | Data(s) conduzida(s)          | Amostragem                    | AtlasIntel | 29/Set-4/Out/2024 | 2.500 | 29.9% | 18.6% | 27.8% | 9.7% | 2.6% | 2% | Outros | Outros | Abst. Indec. | Vantagem | Ref. | 0.3% | 0.4% | – | – | – | 7.3% | 2.1% | [ 205 ] |
| Quaest                        | 4-5/Out/2024                  | 2.400                         | 25% | 24% | 23% | 9% | 3% | 2% | – | – | – | 0% | 0% | 14% | 1% | [ 206 ] |      |      |   |   |   |      |      |         |
| Quaest                        | 4-5/Out/2024                  | 2.400                         | 21% | 18% | 18% | 5% | – | – | – | – | – | 2% | 2% | 36% | 3% | [ 206 ] |      |      |   |   |   |      |      |         |
| Datafolha                     | 4-5/Out/2024                  | 2.052                         | 27% | 24% | 24% | 10% | 4% | 2% | 0% | 0% | 0% | – | – | 8% | 3% | |      |      |   |   |   |      |      |         |
| Datafolha                     | 4-5/Out/2024                  | 2.052                         | 24% | 19% | 18% | 2% | 7% | 1% | – | – | – | – | – | 21% | 5% | |      |      |   |   |   |      |      |         |
| 3 de outubro de 2024          | 3 de outubro de 2024          | 3 de outubro de 2024          | Término do período de propaganda eleitoral obrigatória em rádio e televisão, além do debate na Rede Globo. | Término do período de propaganda eleitoral obrigatória em rádio e televisão, além do debate na Rede Globo. | Término do período de propaganda eleitoral obrigatória em rádio e televisão, além do debate na Rede Globo. | Término do período de propaganda eleitoral obrigatória em rádio e televisão, além do debate na Rede Globo. | Término do período de propaganda eleitoral obrigatória em rádio e televisão, além do debate na Rede Globo. | Término do período de propaganda eleitoral obrigatória em rádio e televisão, além do debate na Rede Globo. | Término do período de propaganda eleitoral obrigatória em rádio e televisão, além do debate na Rede Globo. | Término do período de propaganda eleitoral obrigatória em rádio e televisão, além do debate na Rede Globo. | Término do período de propaganda eleitoral obrigatória em rádio e televisão, além do debate na Rede Globo. | Término do período de propaganda eleitoral obrigatória em rádio e televisão, além do debate na Rede Globo. | Término do período de propaganda eleitoral obrigatória em rádio e televisão, além do debate na Rede Globo. | Término do período de propaganda eleitoral obrigatória em rádio e televisão, além do debate na Rede Globo. | Término do período de propaganda eleitoral obrigatória em rádio e televisão, além do debate na Rede Globo. | Término do período de propaganda eleitoral obrigatória em rádio e televisão, além do debate na Rede Globo. |      |      |   |   |   |      |      |         |
| Fonte                         | Data(s) conduzida(s)          | Amostragem                    | Boulos PSOL | Nunes MDB | Marçal PRTB | Amaral PSB | Datena PSDB | Marina NOVO | Bebetto DC | Senese UP | Altino PSTU | Pimenta PCO | Outros | Abst. Indec. | Vantagem | Ref. |      |      |   |   |   |      |      |         |
| Fonte                         | Data(s) conduzida(s)          | Amostragem                    | | | | | | | | | | | Outros | Abst. Indec. | Vantagem | Ref. |      |      |   |   |   |      |      |         |
| Paraná Pesquisas              | 30/Set-3/Out/2024             | 1.500                         | 26% | 26.8% | 24.2% | 11.5% | 3.5% | 1.7% | 0.2% | 0.1% | – | 0.1% | – | 6% | 0.8% | [ 208 ] |      |      |   |   |   |      |      |         |
| Real Time Big Data            | 1-3/Out/2024                  | 1.000                         | 26% | 24% | 27% | 12% | 3% | 2% | – | – | – | – | – | 5% | 1% | [ 209 ] |      |      |   |   |   |      |      |         |
| Datafolha                     | 1-3/Out/2024                  | 1.806                         | 26% | 24% | 24% | 11% | 4% | 3% | 0% | 0% | 0% | 0% | – | 9% | 2% | [ 210 ] |      |      |   |   |   |      |      |         |
| Datafolha                     | 1-3/Out/2024                  | 1.806                         | 24% | 16% | 20% | 6% | 1% | 2% | – | – | – | – | – | 24% | 4% | [ 210 ] |      |      |   |   |   |      |      |         |
| Veritá                        | 28/Set-2/Out/2024             | 3.020                         | 26.2% | 20.4% | 34.1% | 7.8% | 3.2% | 3% | 0.1% | 0.4% | 0.3% | 0.1% | – | 4.4% | 7.9% | [ 211 ] |      |      |   |   |   |      |      |         |
| Veritá                        | 28/Set-2/Out/2024             | 3.020                         | 21.9% | 16.2% | 33.5% | 7.7% | 2.9% | 2.1% | 0.1% | 0.4% | 0.3% | – | – | 14.9% | 11.6% | [ 211 ] |      |      |   |   |   |      |      |         |
| Vox                           | 29/Set-1/Out/2024             | 1.500                         | 27.5% | 30.8% | 24.5% | 7.8% | 5.9% | 2.5% | 0.2% | 0.2% | 0.1% | 0.5% | – | – | 3.3% | [ 212 ] |      |      |   |   |   |      |      |         |
| Vox                           | 29/Set-1/Out/2024             | 1.500                         | 24.3% | 27.2% | 21.6% | 6.9% | 5.2% | 2.2% | 0.2% | 0.2% | 0.1% | 0.4% | – | 11.7% | 2.9% | [ 212 ] |      |      |   |   |   |      |      |         |
| Real Time Big Data            | 29/Set-1/Out/2024             | 1.500                         | 26% | 25% | 25% | 11% | 3% | 3% | – | – | – | – | – | 7% | 1% | [ 213 ] |      |      |   |   |   |      |      |         |
| Futura/100% Cidades           | 30/Set-1/Out/2024             | 1.000                         | 20.1% | 26.9% | 26.8% | 9.4% | 3.8% | 2.0% | 1.5% | 0.0% | – | 0.4% | – | 9.8% | 0.1% | [ 214 ] |      |      |   |   |   |      |      |         |
| Paraná Pesquisas              | 27-30/Set/2024                | 1.500                         | 25% | 27% | 22.5% | 8.9% | 6% | 1.7% | 0.2% | 0.2% | 0.2% | 0.1% | – | 8.1% | 2% | [ 215 ] |      |      |   |   |   |      |      |         |
| Quaest                        | 27-29/Set/2024                | 1.800                         | 23% | 24% | 21% | 11% | 6% | 2% | 0% | 0% | 0% | 0% | – | 13% | 1% | [ 216 ] |      |      |   |   |   |      |      |         |
| Quaest                        | 27-29/Set/2024                | 1.800                         | 17% | 14% | 14% | 4% | 1% | 1% | – | – | – | – | – | 49% | 3% | [ 216 ] |      |      |   |   |   |      |      |         |
| AtlasIntel                    | 24-29/Set/2024                | 2.190                         | 29.4% | 22.9% | 25.4% | 11.9% | 3.2% | 4.2% | – | 0.1% | 0.3% | 0.1% | – | 2.5% | 4% | [ 217 ] |      |      |   |   |   |      |      |         |
| Real Time Big Data            | 27-28/Set/2024                | 1.500                         | 25% | 26% | 23% | 10% | 5% | 2% | – | – | – | – | 1% | 8% | 1% | [ 218 ] |      |      |   |   |   |      |      |         |
| Real Time Big Data            | 27-28/Set/2024                | 1.500                         | 18% | 18% | 18% | 8% | 2% | – | – | – | – | – | 4% | 31% | Empate | [ 218 ] |      |      |   |   |   |      |      |         |
| Paraná Pesquisas              | 23-26/Set/2024                | 1.500                         | 24.9% | 28% | 20.5% | 7.3% | 7.1% | 2.1% | 0.4% | 0.3% | 0.2% | 0.3% | – | 8.8% | 3.1% | [ 219 ] |      |      |   |   |   |      |      |         |
| Datafolha                     | 24-26/Set/2024                | 1.610                         | 25% | 27% | 21% | 9% | 6% | 2% | 0% | 0% | 0% | 0% | – | 9% | 2% | [ 220 ] |      |      |   |   |   |      |      |         |
| Datafolha                     | 24-26/Set/2024                | 1.610                         | 21% | 16% | 16% | 5% | 2% | 1% | – | – | – | – | 7% | 34% | 5% | [ 220 ] |      |      |   |   |   |      |      |         |
| Veritá                        | 22-26/Set/2024                | 3.020                         | 23.3% | 20.1% | 31.8% | 6.6% | 5.3% | 3.1% | 1.2% | 0.2% | 0.3% | 0.1% | – | 7.9% | 8.5% | [ 221 ] |      |      |   |   |   |      |      |         |
| Veritá                        | 22-26/Set/2024                | 3.020                         | 20.5% | 17% | 29.6% | 5.9% | 3% | 2.2% | 0.7% | 0.1% | 0,3% | 0.1% | – | 20.6% | 9.1% | [ 221 ] |      |      |   |   |   |      |      |         |
| Vox                           | 22-24/Set/2024                | 1.500                         | 23.4% | 28.8% | 18.7% | 7.2% | 5.8% | 2.2% | 0.3% | 0.3% | 0.2 | 0.4% | – | 12.7% | 5.4% | [ 222 ] |      |      |   |   |   |      |      |         |
| Futura/100% Cidades           | 24-25/Set/2024                | 1.000                         | 24.1% | 23.6% | 26.9% | 9.8% | 2.8% | 2.2% | 0.4% | 0.9% | – | 0.3% | – | 9% | 2.8% | [ 223 ] |      |      |   |   |   |      |      |         |
| Futura/100% Cidades           | 24-25/Set/2024                | 1.000                         | 22.4% | 19.8% | 24.3% | 6.1% | 2.9% | 1.6% | – | 0.1% | – | 0,0% | 0.2% | 22.6% | 1.9% | [ 223 ] |      |      |   |   |   |      |      |         |
| FESPSP                        | 23-25/Set/2024                | 1.500                         | 26.8% | 28.3% | 14.7% | 9.1% | 6.2% | 1.9% | 0.1% | 0.2% | 0.3% | 0.1% | – | 12.3% | 1.5% | [ 224 ] |      |      |   |   |   |      |      |         |
| Quaest                        | 21-23/Set/2024                | 1.200                         | 23% | 25% | 20% | 8% | 6% | 2% | 0% | 0% | – | 0% | – | 16% | 2% | [ 225 ] |      |      |   |   |   |      |      |         |
| Quaest                        | 21-23/Set/2024                | 1.200                         | 16% | 14% | 14% | 4% | 1% | – | – | – | – | – | – | 50% | 2% | [ 225 ] |      |      |   |   |   |      |      |         |
| AtlasIntel                    | 17-22/Set/2024                | 2.218                         | 28.3% | 20.9% | 20.9% | 10.8% | 6.9% | 3.8% | – | 0.1% | 0.1% | 0.1% | – | 8% | 7.4% | [ 226 ] |      |      |   |   |   |      |      |         |
| Real Time Big Data            | 20-21/Set/2024                | 1.500                         | 24% | 27% | 21% | 9% | 5% | 2% | 1% | 1% | 1% | 1% | – | 11% | 3% | [ 227 ] |      |      |   |   |   |      |      |         |
| Real Time Big Data            | 20-21/Set/2024                | 1.500                         | 15% | 16% | 16% | 7% | 2% | – | – | – | – | – | 3% | 41% | Empate | [ 227 ] |      |      |   |   |   |      |      |         |
| Datafolha                     | 17-19/Set/2024                | 1.204                         | 26% | 27% | 19% | 8% | 6% | 3% | 1% | 0% | – | 0% | – | 9% | 1% | [ 228 ] |      |      |   |   |   |      |      |         |
| Datafolha                     | 17-19/Set/2024                | 1.204                         | 23% | 19% | 15% | 4% | 2% | 1% | – | 1% | – | – | 3% | 34% | 4% | [ 228 ] |      |      |   |   |   |      |      |         |
| Paraná Pesquisas              | 16-19/Set/2024                | 1.500                         | 23.7% | 26.8% | 21% | 8.3% | 7% | 1.9% | 0.1% | – | 0.1% | – | – | 11% | 3.1% | [ 229 ] |      |      |   |   |   |      |      |         |
| Futura/100% Cidades           | 16-18/Set/2024                | 1.000                         | 25.5% | 28% | 19.7% | 5.5% | 5.7% | 1.5% | 0.1% | 0.3% | – | 0.1% | – | 13.7% | 2.5% | [ 230 ] |      |      |   |   |   |      |      |         |
| Quaest                        | 15-17/Set/2024                | 1.200                         | 23% | 24% | 20% | 7% | 10% | 2% | 0% | 0% | 0% | – | – | 14% | 1% | [ 231 ] |      |      |   |   |   |      |      |         |
| Vox                           | 14-16/Set/2024                | 1.500                         | 22.9% | 27.6% | 19.8% | 7.5% | 6.2% | 2.7% | 0.2% | 0.2% | 0.1% | 0.3% | – | 12.5% | 4.7% | [ 232 ] |      |      |   |   |   |      |      |         |
| Veritá                        | 11-15/Set/2024                | 3.020                         | 26% | 18.1% | 32.1% | 5.5% | 5.4% | 3% | 0.9% | 0.1% | 0.2% | 0.2% | – | 8.6% | 6.1% | [ 233 ] |      |      |   |   |   |      |      |         |
| Real Time Big Data            | 13-14/Set/2024                | 1.500                         | 22% | 24% | 22% | 9% | 6% | 3% | – | – | – | – | – | 13% | 2% | [ 234 ] |      |      |   |   |   |      |      |         |
| Datafolha                     | 10-12/Set/2024                | 1.204                         | 25% | 27% | 19% | 8% | 6% | 3% | 1% | 1% | 0% | 0% | – | 11% | 2% | [ 235 ] |      |      |   |   |   |      |      |         |
| Datafolha                     | 10-12/Set/2024                | 1.204                         | 21% | 17% | 14% | 4% | 1% | 0% | – | – | – | – | 4% | 39% | 4% | [ 235 ] |      |      |   |   |   |      |      |         |
| Paraná Pesquisas              | 9-12/Set/2024                 | 1.500                         | 24.7% | 25.1% | 21% | 7.9% | 7.1% | 2.1% | 0.3% | 0.2% | 0.3% | 0.5% | – | 11% | 0.4% | [ 236 ] |      |      |   |   |   |      |      |         |
| Futura/100% Cidades           | 9-11/Set/2024                 | 1.000                         | 22% | 26.4% | 22.8% | 7.2% | 5.8% | 1.5% | 0.7% | 0.4% | 0.1% | 0.1% | – | 13% | 3.6% | [ 237 ] |      |      |   |   |   |      |      |         |
| Quaest                        | 8-10/Set/2024                 | 1.200                         | 21% | 24% | 23% | 8% | 8% | 2% | 1% | 0% | 0% | 0% | – | 13% | 1% | [ 238 ] |      |      |   |   |   |      |      |         |
| Quaest                        | 8-10/Set/2024                 | 1.200                         | 14% | 13% | 15% | 4% | 1% | – | – | – | – | – | – | 49% | 1% | [ 238 ] |      |      |   |   |   |      |      |         |
| AtlasIntel                    | 5-10/Set/2024                 | 2.200                         | 28% | 20.1% | 24.4% | 10.7% | 7.2% | 4.7% | – | 0.7% | – | 0% | – | 4.2% | 3.6% | [ 239 ] |      |      |   |   |   |      |      |         |
| Datafolha                     | 3-5/Set/2024                  | 1.204                         | 23% | 22% | 22% | 9% | 7% | 3% | 1% | 1% | 0% | 0% | – | 12% | 1% | [ 240 ] |      |      |   |   |   |      |      |         |
| Datafolha                     | 3-5/Set/2024                  | 1.204                         | 19% | 12% | 15% | 4% | 1% | – | – | – | – | – | – | 49% | 4% | [ 241 ] [ 242 ] |      |      |   |   |   |      |      |         |
| Paraná Pesquisas              | 2-5/Set/2024                  | 1.500                         | 23.9% | 23.8% | 21.3% | 7.1% | 8.4% | 2.9% | 0.6% | 0.3% | 0.3% | 0.2% | – | 11.2% | 0.1% | [ 243 ] |      |      |   |   |   |      |      |         |
| Futura/100% Cidades           | 2-4/Set/2024                  | 1.000                         | 20.6% | 23.9% | 26.2% | 6.7% | 8.9% | 2.2% | 0.9% | 0.4% | 0.1% | 0.2% | – | 9.9% | 2.3% | [ 244 ] |      |      |   |   |   |      |      |         |
| Futura/100% Cidades           | 2-4/Set/2024                  | 1.000                         | 18% | 18% | 22.5% | 4.5% | 3.3% | 1.4% | – | – | – | – | 1.4% | 30.7% | 4.5% | [ 244 ] |      |      |   |   |   |      |      |         |
| RealTime Big Data             | 31/Ago-2/Set/2024             | 1.500                         | 20% | 20% | 21% | 9% | 8% | 3% | – | – | – | – | 1% | 18% | 1% | [ 245 ] |      |      |   |   |   |      |      |         |
| 30 de agosto de 2024          | 30 de agosto de 2024          | 30 de agosto de 2024          | Início do período de propaganda eleitoral obrigatória em rádio e televisão. | Início do período de propaganda eleitoral obrigatória em rádio e televisão. | Início do período de propaganda eleitoral obrigatória em rádio e televisão. | Início do período de propaganda eleitoral obrigatória em rádio e televisão. | Início do período de propaganda eleitoral obrigatória em rádio e televisão. | Início do período de propaganda eleitoral obrigatória em rádio e televisão. | Início do período de propaganda eleitoral obrigatória em rádio e televisão. | Início do período de propaganda eleitoral obrigatória em rádio e televisão. | Início do período de propaganda eleitoral obrigatória em rádio e televisão. | Início do período de propaganda eleitoral obrigatória em rádio e televisão. | Início do período de propaganda eleitoral obrigatória em rádio e televisão. | Início do período de propaganda eleitoral obrigatória em rádio e televisão. | Início do período de propaganda eleitoral obrigatória em rádio e televisão. | Início do período de propaganda eleitoral obrigatória em rádio e televisão. |      |      |   |   |   |      |      |         |
| Fonte                         | Data(s) conduzida(s)          | Amostragem                    | Boulos PSOL | Nunes MDB | Marçal PRTB | Datena PSDB | Amaral PSB | Marina NOVO | Altino PSTU | Senese UP | Pimenta PCO | Bebetto DC | Outros | Abst. Indec. | Vantagem | Ref. |      |      |   |   |   |      |      |         |
| Fonte                         | Data(s) conduzida(s)          | Amostragem                    | | | | | | | | | | | Outros | Abst. Indec. | Vantagem | Ref. |      |      |   |   |   |      |      |         |
| Quaest                        | 25-27/Ago/2024                | 1.200                         | 22% | 19% | 19% | 12% | 8% | 3% | 0% | 0% | 0% | 2% | – | 15% | 3% | [ 247 ] |      |      |   |   |   |      |      |         |
| Quaest                        | 25-27/Ago/2024                | 1.200                         | 12% | 8% | 10% | 1% | 3% | 1% | – | 0% | – | 0% | – | 65% | 2% | [ 247 ] |      |      |   |   |   |      |      |         |
| Instituto Gerp                | 23-26/Ago/2024                | 1.250                         | 22% | 19% | 24% | 8% | 8% | 2% | 0% | 0% | 0% | 0% | – | 18% | 2% | [ 248 ] |      |      |   |   |   |      |      |         |
| Instituto Veritá              | 22-26/Ago/2024                | 3.020                         | 21.6% | 14.2% | 30.9% | 6.3% | 5.8% | 3.6% | 0.3% | 0.4% | 0.1% | 1.7% | – | 15.1% | 9.3% | [ 249 ] |      |      |   |   |   |      |      |         |
| Instituto Veritá              | 22-26/Ago/2024                | 3.020                         | 19% | 11.8% | 27.8% | 3.5% | 4.1% | – | – | – | – | – | – | 30.4% | 8.8% | [ 250 ] |      |      |   |   |   |      |      |         |
| Futura/100% Cidades           | 20-24/Ago/2024                | 1.000                         | 23.3% | 17.9% | 25.2% | 9.6% | 6.2% | 2.3% | 0.3% | 0.4% | 0% | 0% | 0.7% | 14.7% | 1.9% | [ 251 ] |      |      |   |   |   |      |      |         |
| Futura/100% Cidades           | 20-24/Ago/2024                | 1.000                         | 19.6% | 12.2% | 20.3% | 1.9% | 4.1% | 0.7% | 0% | 0.1% | – | 0.3% | 1% | 39.8% | 0.7% | [ 251 ] |      |      |   |   |   |      |      |         |
| FESPSP                        | 20-22/Ago/2024                | 1.500                         | 23.1% | 21.6% | 16.8% | 10.7% | 8.6% | 3.9% | 0.3% | 0.3% | 0.1% | 0.6% | – | 13.9% | 1.5% | [ 252 ] |      |      |   |   |   |      |      |         |
| Paraná Pesquisas              | 19-22/Ago/2024                | 1.500                         | 21.9% | 24.1% | 17.9% | 13.2% | 7.3% | 3.6% | 0.1% | 0.1% | 0.6% | 0.6% | – | 10.6% | 2.2% | [ 253 ] |      |      |   |   |   |      |      |         |
| Paraná Pesquisas              | 19-22/Ago/2024                | 1.500                         | 13.7% | 15.1% | 10.9% | 6.1% | 3.2% | 0.9% | – | – | – | – | 0.6% | 49.4% | 1.4% | [ 253 ] |      |      |   |   |   |      |      |         |
| Datafolha                     | 20-21/Ago/2024                | 1.204                         | 23% | 19% | 21% | 10% | 8% | 4% | 0% | 0% | 1% | 1% | | 12% | 2% | [ 254 ] |      |      |   |   |   |      |      |         |
| Datafolha                     | 20-21/Ago/2024                | 1.204                         | 18% | 9% | 13% | 2% | 4% | 1% | – | – | – | – | 2% | 53% | 5% | [ 254 ] |      |      |   |   |   |      |      |         |
| AtlasIntel                    | 15-20/Ago/2024                | 1.803                         | 28.5% | 21.8% | 16.3% | 9.5% | 12% | 4.3% | 0.3% | 0.2% | 0% | – | – | 7.1% | 6.7% | [ 255 ] |      |      |   |   |   |      |      |         |
| Datafolha                     | 6-8/Ago/2024                  | 1.092                         | 22% | 23% | 14% | 14% | 7% | 4% | 1% | 0% | 2% | – | 0% | 14% | 1% | [ 256 ] |      |      |   |   |   |      |      |         |
| Paraná Pesquisas              | 4-7/Ago/2024                  | 1.500                         | 23.2% | 25.1% | 12.5% | 15.9% | 5.5% | 3.5% | 0.4% | 0.3% | 1.1% | – | 0.5% | 11.9% | 1.9% | [ 257 ] |      |      |   |   |   |      |      |         |
| AtlasIntel                    | 2-7/Ago/2024                  | 2.037                         | 32.7% | 24.9% | 11.4% | 9.4% | 11.2% | 3.5% | – | 0.7% | 0% | – | – | 6.2% | 7.8% | [ 258 ] |      |      |   |   |   |      |      |         |
| Futura/100% Cidades           | 2-5/Ago/2024                  | 1.000                         | 19.9% | 26.7% | 14.5% | 12.4% | 7.3% | 1.2% | 0.1% | 0.1% | 0.4% | – | 1.1% | 16.3% | 6.8% | [ 259 ] |      |      |   |   |   |      |      |         |
| Futura/100% Cidades           | 2-5/Ago/2024                  | 1.000                         | 19.3% | 27.2% | 15.3% | 11.8% | 9.1% | 3.1% | – | – | – | – | – | 14.2% | 7.9% | [ 259 ] |      |      |   |   |   |      |      |         |
| Futura/100% Cidades           | 2-5/Ago/2024                  | 1.000                         | 23.5% | 30.4% | 16.3% | – | 8.6% | 3.6% | – | – | – | – | – | 17.6% | 6.9% | [ 259 ] |      |      |   |   |   |      |      |         |
| 5 de agosto de 2024           | 5 de agosto de 2024           | 5 de agosto de 2024           | Data limite para a realização de convenções partidárias. Após esta data, os partidos devem oficializar as suas candidaturas ao Executivo. | Data limite para a realização de convenções partidárias. Após esta data, os partidos devem oficializar as suas candidaturas ao Executivo. | Data limite para a realização de convenções partidárias. Após esta data, os partidos devem oficializar as suas candidaturas ao Executivo. | Data limite para a realização de convenções partidárias. Após esta data, os partidos devem oficializar as suas candidaturas ao Executivo. | Data limite para a realização de convenções partidárias. Após esta data, os partidos devem oficializar as suas candidaturas ao Executivo. | Data limite para a realização de convenções partidárias. Após esta data, os partidos devem oficializar as suas candidaturas ao Executivo. | Data limite para a realização de convenções partidárias. Após esta data, os partidos devem oficializar as suas candidaturas ao Executivo. | Data limite para a realização de convenções partidárias. Após esta data, os partidos devem oficializar as suas candidaturas ao Executivo. | Data limite para a realização de convenções partidárias. Após esta data, os partidos devem oficializar as suas candidaturas ao Executivo. | Data limite para a realização de convenções partidárias. Após esta data, os partidos devem oficializar as suas candidaturas ao Executivo. | Data limite para a realização de convenções partidárias. Após esta data, os partidos devem oficializar as suas candidaturas ao Executivo. | Data limite para a realização de convenções partidárias. Após esta data, os partidos devem oficializar as suas candidaturas ao Executivo. | Data limite para a realização de convenções partidárias. Após esta data, os partidos devem oficializar as suas candidaturas ao Executivo. | Data limite para a realização de convenções partidárias. Após esta data, os partidos devem oficializar as suas candidaturas ao Executivo. |      |      |   |   |   |      |      |         |
| 1 de agosto de 2024           | 1 de agosto de 2024           | 1 de agosto de 2024           | Kim Kataguiri deixa oficialmente a disputa pela prefeitura de São Paulo, afirmando que teve sua candidatura sabotada pelo União Brasil. Ele anunciou na mesma coletiva o seu apoio à candidatura de Ricardo Nunes (MDB).                                                                               | Kim Kataguiri deixa oficialmente a disputa pela prefeitura de São Paulo, afirmando que teve sua candidatura sabotada pelo União Brasil. Ele anunciou na mesma coletiva o seu apoio à candidatura de Ricardo Nunes (MDB).                                                                               | Kim Kataguiri deixa oficialmente a disputa pela prefeitura de São Paulo, afirmando que teve sua candidatura sabotada pelo União Brasil. Ele anunciou na mesma coletiva o seu apoio à candidatura de Ricardo Nunes (MDB).                                                                               | Kim Kataguiri deixa oficialmente a disputa pela prefeitura de São Paulo, afirmando que teve sua candidatura sabotada pelo União Brasil. Ele anunciou na mesma coletiva o seu apoio à candidatura de Ricardo Nunes (MDB).                                                                               | Kim Kataguiri deixa oficialmente a disputa pela prefeitura de São Paulo, afirmando que teve sua candidatura sabotada pelo União Brasil. Ele anunciou na mesma coletiva o seu apoio à candidatura de Ricardo Nunes (MDB).                                                                               | Kim Kataguiri deixa oficialmente a disputa pela prefeitura de São Paulo, afirmando que teve sua candidatura sabotada pelo União Brasil. Ele anunciou na mesma coletiva o seu apoio à candidatura de Ricardo Nunes (MDB).                                                                               | Kim Kataguiri deixa oficialmente a disputa pela prefeitura de São Paulo, afirmando que teve sua candidatura sabotada pelo União Brasil. Ele anunciou na mesma coletiva o seu apoio à candidatura de Ricardo Nunes (MDB).                                                                               | Kim Kataguiri deixa oficialmente a disputa pela prefeitura de São Paulo, afirmando que teve sua candidatura sabotada pelo União Brasil. Ele anunciou na mesma coletiva o seu apoio à candidatura de Ricardo Nunes (MDB).                                                                               | Kim Kataguiri deixa oficialmente a disputa pela prefeitura de São Paulo, afirmando que teve sua candidatura sabotada pelo União Brasil. Ele anunciou na mesma coletiva o seu apoio à candidatura de Ricardo Nunes (MDB).                                                                               | Kim Kataguiri deixa oficialmente a disputa pela prefeitura de São Paulo, afirmando que teve sua candidatura sabotada pelo União Brasil. Ele anunciou na mesma coletiva o seu apoio à candidatura de Ricardo Nunes (MDB).                                                                               | Kim Kataguiri deixa oficialmente a disputa pela prefeitura de São Paulo, afirmando que teve sua candidatura sabotada pelo União Brasil. Ele anunciou na mesma coletiva o seu apoio à candidatura de Ricardo Nunes (MDB).                                                                               | Kim Kataguiri deixa oficialmente a disputa pela prefeitura de São Paulo, afirmando que teve sua candidatura sabotada pelo União Brasil. Ele anunciou na mesma coletiva o seu apoio à candidatura de Ricardo Nunes (MDB).                                                                               | Kim Kataguiri deixa oficialmente a disputa pela prefeitura de São Paulo, afirmando que teve sua candidatura sabotada pelo União Brasil. Ele anunciou na mesma coletiva o seu apoio à candidatura de Ricardo Nunes (MDB).                                                                               | Kim Kataguiri deixa oficialmente a disputa pela prefeitura de São Paulo, afirmando que teve sua candidatura sabotada pelo União Brasil. Ele anunciou na mesma coletiva o seu apoio à candidatura de Ricardo Nunes (MDB).                                                                               |      |      |   |   |   |      |      |         |
| Fonte                         | Data(s) conduzida(s)          | Amostragem                    | Boulos PSOL | Nunes MDB | Datena PSDB | Marçal PRTB | Amaral PSB | Kataguiri UNIÃO | Marina NOVO | Altino PSTU | Senese UP | Outros | Outros | Abst. Indec. | Vantagem | Ref. |      |      |   |   |   |      |      |         |
| Fonte                         | Data(s) conduzida(s)          | Amostragem                    | | | | | | | | | | Outros | Outros | Abst. Indec. | Vantagem | Ref. |      |      |   |   |   |      |      |         |
| Quaest                        | 25-28/Jul/2024                | 1.002                         | 19% | 20% | 19% | 12% | 5% | 3% | 3% | 1% | 1% | – | – | 17% | 1% | [ 261 ] |      |      |   |   |   |      |      |         |
| Quaest                        | 25-28/Jul/2024                | 1.002                         | 19% | 21% | 19% | 13% | 6% | 2% | 4% | – | – | – | – | 16% | 2% | [ 261 ] |      |      |   |   |   |      |      |         |
| Quaest                        | 25-28/Jul/2024                | 1.002                         | 22% | 24% | – | 15% | 8% | 3% | 5% | – | – | – | – | 23% | 2% | [ 261 ] |      |      |   |   |   |      |      |         |
| Quaest                        | 25-28/Jul/2024                | 1.002                         | 23% | 26% | – | 15% | 8% | – | 6% | – | – | – | – | 22% | 3% | [ 261 ] |      |      |   |   |   |      |      |         |
| Quaest                        | 25-28/Jul/2024                | 1.002                         | 24% | 33% | – | – | 9% | – | 8% | – | – | – | – | 26% | 9% | [ 261 ] |      |      |   |   |   |      |      |         |
| 20 de julho de 2024           | 20 de julho de 2024           | 20 de julho de 2024           | Na convenção partidária do PSOL, com a presença do presidente da República Lula, foi confirmada a chapa "Amor por São Paulo" e os seus candidatos á Prefeitura – Guilherme Boulos e Marta Suplicy. | Na convenção partidária do PSOL, com a presença do presidente da República Lula, foi confirmada a chapa "Amor por São Paulo" e os seus candidatos á Prefeitura – Guilherme Boulos e Marta Suplicy. | Na convenção partidária do PSOL, com a presença do presidente da República Lula, foi confirmada a chapa "Amor por São Paulo" e os seus candidatos á Prefeitura – Guilherme Boulos e Marta Suplicy. | Na convenção partidária do PSOL, com a presença do presidente da República Lula, foi confirmada a chapa "Amor por São Paulo" e os seus candidatos á Prefeitura – Guilherme Boulos e Marta Suplicy. | Na convenção partidária do PSOL, com a presença do presidente da República Lula, foi confirmada a chapa "Amor por São Paulo" e os seus candidatos á Prefeitura – Guilherme Boulos e Marta Suplicy. | Na convenção partidária do PSOL, com a presença do presidente da República Lula, foi confirmada a chapa "Amor por São Paulo" e os seus candidatos á Prefeitura – Guilherme Boulos e Marta Suplicy. | Na convenção partidária do PSOL, com a presença do presidente da República Lula, foi confirmada a chapa "Amor por São Paulo" e os seus candidatos á Prefeitura – Guilherme Boulos e Marta Suplicy. | Na convenção partidária do PSOL, com a presença do presidente da República Lula, foi confirmada a chapa "Amor por São Paulo" e os seus candidatos á Prefeitura – Guilherme Boulos e Marta Suplicy. | Na convenção partidária do PSOL, com a presença do presidente da República Lula, foi confirmada a chapa "Amor por São Paulo" e os seus candidatos á Prefeitura – Guilherme Boulos e Marta Suplicy. | Na convenção partidária do PSOL, com a presença do presidente da República Lula, foi confirmada a chapa "Amor por São Paulo" e os seus candidatos á Prefeitura – Guilherme Boulos e Marta Suplicy. | Na convenção partidária do PSOL, com a presença do presidente da República Lula, foi confirmada a chapa "Amor por São Paulo" e os seus candidatos á Prefeitura – Guilherme Boulos e Marta Suplicy. | Na convenção partidária do PSOL, com a presença do presidente da República Lula, foi confirmada a chapa "Amor por São Paulo" e os seus candidatos á Prefeitura – Guilherme Boulos e Marta Suplicy. | Na convenção partidária do PSOL, com a presença do presidente da República Lula, foi confirmada a chapa "Amor por São Paulo" e os seus candidatos á Prefeitura – Guilherme Boulos e Marta Suplicy. | Na convenção partidária do PSOL, com a presença do presidente da República Lula, foi confirmada a chapa "Amor por São Paulo" e os seus candidatos á Prefeitura – Guilherme Boulos e Marta Suplicy. |      |      |   |   |   |      |      |         |
| Fonte                         | Data(s) conduzida(s)          | Amostragem                    | Boulos PSOL | Nunes MDB | Datena PSDB | Amaral PSB | Kataguiri UNIÃO | Marina NOVO | Marçal PRTB | Altino PSTU | Senese UP | Pimenta PCO | Outros | Abst. Indec. | Vantagem | Ref. |      |      |   |   |   |      |      |         |
| Fonte                         | Data(s) conduzida(s)          | Amostragem                    | | | | | | | | | | | Outros | Abst. Indec. | Vantagem | Ref. |      |      |   |   |   |      |      |         |
| FESPSP                        | 16-18/Jul/2024                | 1.500                         | 26% | 22% | 12% | 5% | 3% | 2% | 11% | – | – | – | – | 19% | 4% | [ 262 ] |      |      |   |   |   |      |      |         |
| Paraná Pesquisas              | 14-17/Jul/2024                | 1.500                         | 24.7% | 26.9% | 11.6% | 6.4% | 2.4% | 3.6% | 10.9% | 0.3% | 0.3% | 0.9% | 0.2% | 11.6% | 2.2% | [ 263 ] [ 264 ] |      |      |   |   |   |      |      |         |
| Paraná Pesquisas              | 14-17/Jul/2024                | 1.500                         | 24.8% | 27.7% | 11.8% | 6.8% | – | 3.7% | 11.5% | 0.3% | 0.4% | 0,9% | 0,3% | 11.9% | 2.9% | [ 263 ] [ 264 ] |      |      |   |   |   |      |      |         |
| Paraná Pesquisas              | 14-17/Jul/2024                | 1.500                         | 27.5% | 31.9% | – | 7.7% | – | 4.4% | 12.2% | 0.3% | 0,6% | 1.1% | 0,4% | 13.8% | 4.4% | [ 263 ] [ 264 ] |      |      |   |   |   |      |      |         |
| Datafolha                     | 2-4/Jul/2024                  | 1.092                         | 23% | 24% | 11% | 7% | 3% | 5% | 10% | 1% | 1% | 1% | 1% | 13% | 1% | [ 265 ] |      |      |   |   |   |      |      |         |
| Datafolha                     | 2-4/Jul/2024                  | 1.092                         | 25% | 26% | – | 9% | – | 7% | 12% | 1% | 1% | 2% | 1% | 16% | 1% | [ 265 ] |      |      |   |   |   |      |      |         |
| RealTime Big Data             | 25-28/Jun/2024                | 1.500                         | 29% | 29% | 9% | 8% | – | 1% | 14% | 0% | 0% | 0% | – | 10% | Empate | [ 266 ] |      |      |   |   |   |      |      |         |
| RealTime Big Data             | 25-28/Jun/2024                | 1.500                         | 29% | 28% | 8% | 7% | 5% | 1% | 12% | 0% | 0% | 0% | – | 10% | 1% | [ 266 ] |      |      |   |   |   |      |      |         |
| Futura/100% Cidades           | 24-25/Jun/2024                | 1.000                         | 24.2% | 20.4% | 13.5% | 5.5% | 3.2% | 3% | 12.7% | – | 0.3% | 0,1% | 0.6% | 16.4% | 3.8% | [ 267 ] |      |      |   |   |   |      |      |         |
| Futura/100% Cidades           | 24-25/Jun/2024                | 1.000                         | 24.8% | 24.6% | – | 8.5% | – | 3.5% | 14.1% | – | – | – | – | 24.5% | 0.2% | [ 267 ] |      |      |   |   |   |      |      |         |
| Futura/100% Cidades           | 24-25/Jun/2024                | 1.000                         | 22.7% | 25.2% | 17.5% | 8.1% | – | – | – | – | – | – | – | 26.5% | 2.5% | [ 267 ] |      |      |   |   |   |      |      |         |
| Futura/100% Cidades           | 24-25/Jun/2024                | 1.000                         | 24.4% | 24.5% | – | 10% | – | – | 12.3% | – | – | – | – | 28.8% | 0.1% | [ 267 ] |      |      |   |   |   |      |      |         |
| Quaest                        | 22-25/Jun/2024                | 1.002                         | 21% | 22% | 17% | 6% | 3% | 4% | 10% | – | 1% | 1% | – | 15% | 1% | [ 268 ] |      |      |   |   |   |      |      |         |
| Quaest                        | 22-25/Jun/2024                | 1.002                         | 23% | 25% | 19% | 8% | 5% | 4% | – | – | – | – | – | 16% | 2% | [ 268 ] |      |      |   |   |   |      |      |         |
| Quaest                        | 22-25/Jun/2024                | 1.002                         | 23% | 24% | 16% | 8% | – | 5% | 11% | – | – | – | – | 13% | 1% | [ 268 ] |      |      |   |   |   |      |      |         |
| Quaest                        | 22-25/Jun/2024                | 1.002                         | 24% | 28% | – | 10% | – | 6% | 13% | – | – | – | – | 19% | 4% | [ 268 ] |      |      |   |   |   |      |      |         |
| Quaest                        | 22-25/Jun/2024                | 1.002                         | 25% | 30% | – | 10% | 5% | 8% | – | – | – | – | – | 22% | 5% | [ 268 ] |      |      |   |   |   |      |      |         |
| Paraná Pesquisas              | 19-24/Jun/2024                | 1.500                         | 25.9% | 28.5% | 8.3% | 8.7% | 2.7% | 3.1% | 10% | 0.2% | 0.3% | 0,4% | 0.3% | 11.6% | 2.6% | [ 269 ] |      |      |   |   |   |      |      |         |
| Paraná Pesquisas              | 19-24/Jun/2024                | 1.500                         | 27% | 31.1% | – | 11.2% | – | 3.9% | 11.9% | 0.5% | 0.5% | 0,4% | 0,3% | 13.4% | 4.1% | [ 269 ] |      |      |   |   |   |      |      |         |
| 21 de junho de 2024           | 21 de junho de 2024           | 21 de junho de 2024           | O Governador de São Paulo, Tarcísio de Freitas, confirma o Coronel Ricardo Mello de Araújo (PL) como pré-candidato a vice-prefeito de Ricardo Nunes (MDB). | O Governador de São Paulo, Tarcísio de Freitas, confirma o Coronel Ricardo Mello de Araújo (PL) como pré-candidato a vice-prefeito de Ricardo Nunes (MDB). | O Governador de São Paulo, Tarcísio de Freitas, confirma o Coronel Ricardo Mello de Araújo (PL) como pré-candidato a vice-prefeito de Ricardo Nunes (MDB). | O Governador de São Paulo, Tarcísio de Freitas, confirma o Coronel Ricardo Mello de Araújo (PL) como pré-candidato a vice-prefeito de Ricardo Nunes (MDB). | O Governador de São Paulo, Tarcísio de Freitas, confirma o Coronel Ricardo Mello de Araújo (PL) como pré-candidato a vice-prefeito de Ricardo Nunes (MDB). | O Governador de São Paulo, Tarcísio de Freitas, confirma o Coronel Ricardo Mello de Araújo (PL) como pré-candidato a vice-prefeito de Ricardo Nunes (MDB). | O Governador de São Paulo, Tarcísio de Freitas, confirma o Coronel Ricardo Mello de Araújo (PL) como pré-candidato a vice-prefeito de Ricardo Nunes (MDB). | O Governador de São Paulo, Tarcísio de Freitas, confirma o Coronel Ricardo Mello de Araújo (PL) como pré-candidato a vice-prefeito de Ricardo Nunes (MDB). | O Governador de São Paulo, Tarcísio de Freitas, confirma o Coronel Ricardo Mello de Araújo (PL) como pré-candidato a vice-prefeito de Ricardo Nunes (MDB). | O Governador de São Paulo, Tarcísio de Freitas, confirma o Coronel Ricardo Mello de Araújo (PL) como pré-candidato a vice-prefeito de Ricardo Nunes (MDB). | O Governador de São Paulo, Tarcísio de Freitas, confirma o Coronel Ricardo Mello de Araújo (PL) como pré-candidato a vice-prefeito de Ricardo Nunes (MDB). | O Governador de São Paulo, Tarcísio de Freitas, confirma o Coronel Ricardo Mello de Araújo (PL) como pré-candidato a vice-prefeito de Ricardo Nunes (MDB). | O Governador de São Paulo, Tarcísio de Freitas, confirma o Coronel Ricardo Mello de Araújo (PL) como pré-candidato a vice-prefeito de Ricardo Nunes (MDB). | O Governador de São Paulo, Tarcísio de Freitas, confirma o Coronel Ricardo Mello de Araújo (PL) como pré-candidato a vice-prefeito de Ricardo Nunes (MDB). |      |      |   |   |   |      |      |         |
| Instituto Veritá              | 15-19/Jun/2024                | 1.202                         | 28.9% | 16.9% | 13.4% | 4.4% | 4.1% | 2.1% | 14% | 0.3% | 0.1% | 0,8 | 1.1% | 13.3% | 12% | [ 271 ] [ 272 ] |      |      |   |   |   |      |      |         |
| Instituto Gerp                | 13-17/Jun/2024                | 1.000                         | 20% | 21% | 9% | 6% | 3% | 2% | 9% | 0% | – | – | – | 30% | 1% | [ 273 ] |      |      |   |   |   |      |      |         |
| Atlas/CNN                     | 10-11/Jun/2024                | 2.220                         | 35.7% | 23.4% | 5.8% | 10.7% | 6.9% | 2% | 12.6% | 0% | – | – | – | 2.9% | 12.3% | [ 274 ] |      |      |   |   |   |      |      |         |
| Atlas/CNN                     | 10-11/Jun/2024                | 2.220                         | 37.5% | 32.4% | – | 11.8% | 8.2% | 3.2% | – | 0% | – | – | – | 6.9% | 5.1% | [ 274 ] |      |      |   |   |   |      |      |         |
| Datafolha                     | 27-28/Mai/2024                | 1.092                         | 24% | 23% | 8% | 8% | 4% | 4% | 7% | 1% | 1% | 1% | 1% | 18% | 1% | [ 275 ] |      |      |   |   |   |      |      |         |
| Datafolha                     | 27-28/Mai/2024                | 1.092                         | 24% | 26% | – | 9% | – | 6% | 9% | 1% | 0% | 3% | 1% | 21% | 2% | [ 275 ] |      |      |   |   |   |      |      |         |
| Paraná Pesquisas              | 24-28/Mai/2024                | 1.500                         | 24.2% | 28.1% | 12.1% | 9.1% | 3.4% | 3.2% | 5.1% | 0.5% | 0.1% | 0,1% | 0.1% | 14% | 3.9% | [ 276 ] |      |      |   |   |   |      |      |         |
| Paraná Pesquisas              | 24-28/Mai/2024                | 1.500                         | 24.2% | 28.2% | 12.1% | 9.3% | 3.4% | 3.2% | 5.1% | 0.5% | – | – | – | 14% | 4% | [ 276 ] |      |      |   |   |   |      |      |         |
| Paraná Pesquisas              | 24-28/Mai/2024                | 1.500                         | 26.9% | 33.1% | – | 11.5% | – | 4.1% | 6.9% | 0.9% | – | – | – | 16.7% | 6.2% | [ 276 ] |      |      |   |   |   |      |      |         |
| Atlas/CNN                     | 22-27/Mai/2024                | 1.670                         | 37.2% | 20.5% | 7.9% | 9.9% | 7.9% | 3.5% | 10.4% | 0.5% | – | – | – | 2.3% | 16.7% | [ 277 ] |      |      |   |   |   |      |      |         |
| Atlas/CNN                     | 22-27/Mai/2024                | 1.670                         | 37.2% | 32.6% | – | 11.1% | 9.3% | 3.7% | – | 1.2% | – | – | – | 5% | 4.6% | [ 277 ] |      |      |   |   |   |      |      |         |
| 15-24 de maio de 2024         | 15-24 de maio de 2024         | 15-24 de maio de 2024         | O Partido da Social Democracia Brasileira (PSDB) confirma a pré-candidatura de José Luiz Datena, abandonando a proposta de vice-candidatura na chapa de Tabata Amaral. O Partido Renovador Trabalhista Brasileiro (PRTB) anuncia a pré-candidatura do empresário e influenciador digital Pablo Marçal. | O Partido da Social Democracia Brasileira (PSDB) confirma a pré-candidatura de José Luiz Datena, abandonando a proposta de vice-candidatura na chapa de Tabata Amaral. O Partido Renovador Trabalhista Brasileiro (PRTB) anuncia a pré-candidatura do empresário e influenciador digital Pablo Marçal. | O Partido da Social Democracia Brasileira (PSDB) confirma a pré-candidatura de José Luiz Datena, abandonando a proposta de vice-candidatura na chapa de Tabata Amaral. O Partido Renovador Trabalhista Brasileiro (PRTB) anuncia a pré-candidatura do empresário e influenciador digital Pablo Marçal. | O Partido da Social Democracia Brasileira (PSDB) confirma a pré-candidatura de José Luiz Datena, abandonando a proposta de vice-candidatura na chapa de Tabata Amaral. O Partido Renovador Trabalhista Brasileiro (PRTB) anuncia a pré-candidatura do empresário e influenciador digital Pablo Marçal. | O Partido da Social Democracia Brasileira (PSDB) confirma a pré-candidatura de José Luiz Datena, abandonando a proposta de vice-candidatura na chapa de Tabata Amaral. O Partido Renovador Trabalhista Brasileiro (PRTB) anuncia a pré-candidatura do empresário e influenciador digital Pablo Marçal. | O Partido da Social Democracia Brasileira (PSDB) confirma a pré-candidatura de José Luiz Datena, abandonando a proposta de vice-candidatura na chapa de Tabata Amaral. O Partido Renovador Trabalhista Brasileiro (PRTB) anuncia a pré-candidatura do empresário e influenciador digital Pablo Marçal. | O Partido da Social Democracia Brasileira (PSDB) confirma a pré-candidatura de José Luiz Datena, abandonando a proposta de vice-candidatura na chapa de Tabata Amaral. O Partido Renovador Trabalhista Brasileiro (PRTB) anuncia a pré-candidatura do empresário e influenciador digital Pablo Marçal. | O Partido da Social Democracia Brasileira (PSDB) confirma a pré-candidatura de José Luiz Datena, abandonando a proposta de vice-candidatura na chapa de Tabata Amaral. O Partido Renovador Trabalhista Brasileiro (PRTB) anuncia a pré-candidatura do empresário e influenciador digital Pablo Marçal. | O Partido da Social Democracia Brasileira (PSDB) confirma a pré-candidatura de José Luiz Datena, abandonando a proposta de vice-candidatura na chapa de Tabata Amaral. O Partido Renovador Trabalhista Brasileiro (PRTB) anuncia a pré-candidatura do empresário e influenciador digital Pablo Marçal. | O Partido da Social Democracia Brasileira (PSDB) confirma a pré-candidatura de José Luiz Datena, abandonando a proposta de vice-candidatura na chapa de Tabata Amaral. O Partido Renovador Trabalhista Brasileiro (PRTB) anuncia a pré-candidatura do empresário e influenciador digital Pablo Marçal. | O Partido da Social Democracia Brasileira (PSDB) confirma a pré-candidatura de José Luiz Datena, abandonando a proposta de vice-candidatura na chapa de Tabata Amaral. O Partido Renovador Trabalhista Brasileiro (PRTB) anuncia a pré-candidatura do empresário e influenciador digital Pablo Marçal. | O Partido da Social Democracia Brasileira (PSDB) confirma a pré-candidatura de José Luiz Datena, abandonando a proposta de vice-candidatura na chapa de Tabata Amaral. O Partido Renovador Trabalhista Brasileiro (PRTB) anuncia a pré-candidatura do empresário e influenciador digital Pablo Marçal. | O Partido da Social Democracia Brasileira (PSDB) confirma a pré-candidatura de José Luiz Datena, abandonando a proposta de vice-candidatura na chapa de Tabata Amaral. O Partido Renovador Trabalhista Brasileiro (PRTB) anuncia a pré-candidatura do empresário e influenciador digital Pablo Marçal. | O Partido da Social Democracia Brasileira (PSDB) confirma a pré-candidatura de José Luiz Datena, abandonando a proposta de vice-candidatura na chapa de Tabata Amaral. O Partido Renovador Trabalhista Brasileiro (PRTB) anuncia a pré-candidatura do empresário e influenciador digital Pablo Marçal. |      |      |   |   |   |      |      |         |
| Fonte                         | Data(s) conduzida(s)          | Amostragem                    | Boulos PSOL | Nunes MDB | Datena PSDB | Amaral PSB | Kataguiri UNIÃO | Marina NOVO | Marçal PRTB | Altino PSTU | Kelmon PRD | Weintraub PMB | Outros | Abst. Indec. | Vantagem | Ref. |      |      |   |   |   |      |      |         |
| Fonte                         | Data(s) conduzida(s)          | Amostragem                    | | | | | | | | | | | Outros | Abst. Indec. | Vantagem | Ref. |      |      |   |   |   |      |      |         |
| Futura/100% Cidades           | 6-7/Mai/2024                  | 1.000                         | 26.1% | 27.1% | – | 9.7% | 5.1% | 4.9% | – | – | – | – | – | 26.9% | 1% | [ 279 ] |      |      |   |   |   |      |      |         |
| Futura/100% Cidades           | 6-7/Mai/2024                  | 1.000                         | 22.6% | 23% | 15.2% | 8.6% | – | – | – | – | – | 0.7% | – | 19.8% | 0.4% | [ 279 ] |      |      |   |   |   |      |      |         |
| Paraná Pesquisas              | 26/Abr-1/Mai/2024             | 1.200                         | 25.7% | 27.3% | 15.3% | 8.2% | 4% | 3.6% | 2.3% | 0.3% | – | – | – | 13.5% | 1.6% | [ 280 ] |      |      |   |   |   |      |      |         |
| Paraná Pesquisas              | 26/Abr-1/Mai/2024             | 1.200                         | 29.8% | 35.2% | – | 10.6% | – | 5.7% | – | 1.7% | – | – | – | 17.2% | 5.4% | [ 280 ] |      |      |   |   |   |      |      |         |
| AtlasIntel                    | 18-22/Abr/2024                | 1.629                         | 35.6% | 33.7% | – | 14.7% | 9.4% | 3.5% | – | 0% | – | – | – | 3.1% | 1.9% | [ 281 ] |      |      |   |   |   |      |      |         |
| Badra Comunicação             | 11-13/Abr/2024                | 1.500                         | 17% | 26% | – | 10% | 2% | 4% | 4% | 1% | – | – | – | 36% | 9% | [ 282 ] |      |      |   |   |   |      |      |         |
| Badra Comunicação             | 11-13/Abr/2024                | 1.500                         | 20% | 30% | – | 16% | – | – | – | – | – | – | – | 33% | 10% | [ 282 ] |      |      |   |   |   |      |      |         |
| Badra Comunicação             | 11-13/Abr/2024                | 1.500                         | 21% | 30% | – | 17% | – | – | – | – | – | – | – | 32% | 9% | [ 282 ] |      |      |   |   |   |      |      |         |
| Paraná Pesquisas              | 13-18/Mar/2024                | 1.350                         | 30.1% | 32% | – | 9.6% | 5.7% | 5.9% | – | 1% | – | – | – | 15.7% | 1.9% | [ 283 ] |      |      |   |   |   |      |      |         |
| Paraná Pesquisas              | 13-18/Mar/2024                | 1.350                         | 30.6% | 34.3% | – | 10.5% | – | 6.3% | – | 1.3% | – | – | – | 17% | 3.7% | [ 283 ] |      |      |   |   |   |      |      |         |
| Datafolha                     | 7-8/Mar/2024                  | 1.090                         | 30% | 29% | – | 8% | 4% | 7% | – | 2% | – | – | – | 20% | 1% | [ 284 ] |      |      |   |   |   |      |      |         |
| Datafolha                     | 7-8/Mar/2024                  | 1.090                         | 29% | 30% | – | 9% | – | 7% | – | 1% | – | – | – | 23% | 1% | [ 284 ] |      |      |   |   |   |      |      |         |
| Datafolha                     | 7-8/Mar/2024                  | 1.090                         | 33% | 33% | – | – | – | 8% | – | 2% | – | – | – | 24% | Empate | [ 284 ] |      |      |   |   |   |      |      |         |
| RealTime Big Data             | 1-2/Mar/2024                  | 2.000                         | 34% | 29% | – | 10% | 6% | 1% | – | – | 1% | – | – | 19% | 5% | [ 285 ] |      |      |   |   |   |      |      |         |
| Paraná Pesquisas              | 14-19/Fev/2024                | 1.502                         | 33.4% | 34.7% | – | 10.5% | – | 3.8% | – | – | – | – | – | 17.6% | 1.3% | [ 286 ] |      |      |   |   |   |      |      |         |
| Paraná Pesquisas              | 14-19/Fev/2024                | 1.502                         | 33% | 32% | – | 9.7% | 5.2% | 3.3% | – | – | 0.7% | – | – | 16.1% | 1% | [ 286 ] |      |      |   |   |   |      |      |         |
| 31/Jan-1 de fevereiro de 2024 | 31/Jan-1 de fevereiro de 2024 | 31/Jan-1 de fevereiro de 2024 | Ricardo Salles cancela sua pré-candidatura de maneira definitiva. O ex-candidato à Presidência do Brasil, Padre Kelmon lança no mesmo dia, sua pré-candidatura à Prefeitura. | Ricardo Salles cancela sua pré-candidatura de maneira definitiva. O ex-candidato à Presidência do Brasil, Padre Kelmon lança no mesmo dia, sua pré-candidatura à Prefeitura. | Ricardo Salles cancela sua pré-candidatura de maneira definitiva. O ex-candidato à Presidência do Brasil, Padre Kelmon lança no mesmo dia, sua pré-candidatura à Prefeitura. | Ricardo Salles cancela sua pré-candidatura de maneira definitiva. O ex-candidato à Presidência do Brasil, Padre Kelmon lança no mesmo dia, sua pré-candidatura à Prefeitura. | Ricardo Salles cancela sua pré-candidatura de maneira definitiva. O ex-candidato à Presidência do Brasil, Padre Kelmon lança no mesmo dia, sua pré-candidatura à Prefeitura. | Ricardo Salles cancela sua pré-candidatura de maneira definitiva. O ex-candidato à Presidência do Brasil, Padre Kelmon lança no mesmo dia, sua pré-candidatura à Prefeitura. | Ricardo Salles cancela sua pré-candidatura de maneira definitiva. O ex-candidato à Presidência do Brasil, Padre Kelmon lança no mesmo dia, sua pré-candidatura à Prefeitura. | Ricardo Salles cancela sua pré-candidatura de maneira definitiva. O ex-candidato à Presidência do Brasil, Padre Kelmon lança no mesmo dia, sua pré-candidatura à Prefeitura. | Ricardo Salles cancela sua pré-candidatura de maneira definitiva. O ex-candidato à Presidência do Brasil, Padre Kelmon lança no mesmo dia, sua pré-candidatura à Prefeitura. | Ricardo Salles cancela sua pré-candidatura de maneira definitiva. O ex-candidato à Presidência do Brasil, Padre Kelmon lança no mesmo dia, sua pré-candidatura à Prefeitura. | Ricardo Salles cancela sua pré-candidatura de maneira definitiva. O ex-candidato à Presidência do Brasil, Padre Kelmon lança no mesmo dia, sua pré-candidatura à Prefeitura. | Ricardo Salles cancela sua pré-candidatura de maneira definitiva. O ex-candidato à Presidência do Brasil, Padre Kelmon lança no mesmo dia, sua pré-candidatura à Prefeitura. | Ricardo Salles cancela sua pré-candidatura de maneira definitiva. O ex-candidato à Presidência do Brasil, Padre Kelmon lança no mesmo dia, sua pré-candidatura à Prefeitura. | Ricardo Salles cancela sua pré-candidatura de maneira definitiva. O ex-candidato à Presidência do Brasil, Padre Kelmon lança no mesmo dia, sua pré-candidatura à Prefeitura. |      |      |   |   |   |      |      |         |
| Fonte                         | Data(s) conduzida(s)          | Amostragem                    | Boulos PSOL | Salles PL | Nunes MDB | Amaral PSB | Kataguiri UNIÃO | Vinholi PSDB | Pontes PL | Marina NOVO | Outros | Outros | Outros | Abst. Indec. | Vantagem | Ref. |      |      |   |   |   |      |      |         |
| Fonte                         | Data(s) conduzida(s)          | Amostragem                    | | | | | | | | | Outros | Outros | Outros | Abst. Indec. | Vantagem | Ref. |      |      |   |   |   |      |      |         |
| AtlasIntel                    | 25-30/Dez/2023                | 1.600                         | 29.5% | 17.6% | 18% | 6.2% | 5.3% | 0.8% | – | 0.6% | – | – | – | 22.1% | 11.5% | [ 288 ] |      |      |   |   |   |      |      |         |
| AtlasIntel                    | 25-30/Dez/2023                | 1.600                         | 37.9% | 22.5% | 23.1% | 8% | 6.8% | 1% | – | 0.7% | – | – | – | – | 14.8% | [ 288 ] |      |      |   |   |   |      |      |         |
| ABC Dados                     | 18/Dez/2023                   | 1.061                         | 29% | 12% | 16% | 8% | 10% | – | – | – | – | – | – | 25% | 13% | [ 289 ] |      |      |   |   |   |      |      |         |
| Futura Inteligência           | 11-13/Dez/2023                | 1.015                         | 25.6% | 9.4% | 21% | 8.4% | 4.4% | – | – | 3.3% | – | – | – | 27.8% | 4.6% | [ 290 ] |      |      |   |   |   |      |      |         |
| Futura Inteligência           | 11-13/Dez/2023                | 1.015                         | 24.6% | – | 21% | 8.3% | 4.3% | – | 13% | – | – | – | – | 27.6% | 3.6% | [ 290 ] |      |      |   |   |   |      |      |         |
| Paraná Pesquisas              | 6-9/Dez/2023                  | 1.046                         | 31.1% | 8.3% | 25.4% | 8.9% | 5.4% | 0.6% | – | 3.1% | – | – | – | 17.3% | 5.7% | [ 291 ] |      |      |   |   |   |      |      |         |
| Paraná Pesquisas              | 6-9/Dez/2023                  | 1.046                         | 32.4% | – | 29.1% | 9.2% | 6.4% | – | – | 3.9% | – | – | – | 19% | 3.3% | [ 291 ] |      |      |   |   |   |      |      |         |
| 4-29 de outubro de 2023       | 4-29 de outubro de 2023       | 4-29 de outubro de 2023       | Ricardo Salles reativa sua pré-candidatura após quatro meses. O Partido NOVO anuncia a pré-candidatura de Marina Helena à Prefeitura. | Ricardo Salles reativa sua pré-candidatura após quatro meses. O Partido NOVO anuncia a pré-candidatura de Marina Helena à Prefeitura. | Ricardo Salles reativa sua pré-candidatura após quatro meses. O Partido NOVO anuncia a pré-candidatura de Marina Helena à Prefeitura. | Ricardo Salles reativa sua pré-candidatura após quatro meses. O Partido NOVO anuncia a pré-candidatura de Marina Helena à Prefeitura. | Ricardo Salles reativa sua pré-candidatura após quatro meses. O Partido NOVO anuncia a pré-candidatura de Marina Helena à Prefeitura. | Ricardo Salles reativa sua pré-candidatura após quatro meses. O Partido NOVO anuncia a pré-candidatura de Marina Helena à Prefeitura. | Ricardo Salles reativa sua pré-candidatura após quatro meses. O Partido NOVO anuncia a pré-candidatura de Marina Helena à Prefeitura. | Ricardo Salles reativa sua pré-candidatura após quatro meses. O Partido NOVO anuncia a pré-candidatura de Marina Helena à Prefeitura. | Ricardo Salles reativa sua pré-candidatura após quatro meses. O Partido NOVO anuncia a pré-candidatura de Marina Helena à Prefeitura. | Ricardo Salles reativa sua pré-candidatura após quatro meses. O Partido NOVO anuncia a pré-candidatura de Marina Helena à Prefeitura. | Ricardo Salles reativa sua pré-candidatura após quatro meses. O Partido NOVO anuncia a pré-candidatura de Marina Helena à Prefeitura. | Ricardo Salles reativa sua pré-candidatura após quatro meses. O Partido NOVO anuncia a pré-candidatura de Marina Helena à Prefeitura. | Ricardo Salles reativa sua pré-candidatura após quatro meses. O Partido NOVO anuncia a pré-candidatura de Marina Helena à Prefeitura. | Ricardo Salles reativa sua pré-candidatura após quatro meses. O Partido NOVO anuncia a pré-candidatura de Marina Helena à Prefeitura. |      |      |   |   |   |      |      |         |
| Fonte                         | Data(s) conduzida(s)          | Amostragem                    | Boulos PSOL | Nunes MDB | Amaral PSB | Kataguiri UNIÃO | França PSB | Poit NOVO | Outros | Outros | Outros | Outros | Outros | Abst. Indec. | Vantagem | Ref. |      |      |   |   |   |      |      |         |
| Fonte                         | Data(s) conduzida(s)          | Amostragem                    | | | | | | | Outros | Outros | Outros | Outros | Outros | Abst. Indec. | Vantagem | Ref. |      |      |   |   |   |      |      |         |
| Badra Comunicação             | 2-4/Out/2023                  | 2.500                         | 29% | 21% | 7% | 5% | – | 3% | – | – | – | – | – | 35% | 8% | [ 292 ] |      |      |   |   |   |      |      |         |
| Badra Comunicação             | 2-4/Out/2023                  | 2.500                         | 28% | 20% | – | 4% | 9% | 3% | – | – | – | – | – | 36% | 8% | [ 292 ] |      |      |   |   |   |      |      |         |
| Badra Comunicação             | 2-4/Out/2023                  | 2.500                         | 30% | 25% | 9% | – | – | – | – | – | – | – | – | 36% | 5% | [ 292 ] |      |      |   |   |   |      |      |         |
| Paraná Pesquisas              | 21-24/Set/2023                | 1.066                         | 35.8% | 31.1% | 8.3% | – | – | 3.4% | – | – | – | – | – | 21.4% | 4.7% | [ 293 ] |      |      |   |   |   |      |      |         |
| Paraná Pesquisas              | 21-24/Set/2023                | 1.066                         | 35.1% | 29% | 7.5% | 5.3% | – | 2.8% | – | – | – | – | – | 20.3% | 6.1% | [ 293 ] |      |      |   |   |   |      |      |         |
| 20 de setembro de 2023        | 20 de setembro de 2023        | 20 de setembro de 2023        | O Solidariedade oficializa seu apoio a Ricardo Nunes. | O Solidariedade oficializa seu apoio a Ricardo Nunes. | O Solidariedade oficializa seu apoio a Ricardo Nunes. | O Solidariedade oficializa seu apoio a Ricardo Nunes. | O Solidariedade oficializa seu apoio a Ricardo Nunes. | O Solidariedade oficializa seu apoio a Ricardo Nunes. | O Solidariedade oficializa seu apoio a Ricardo Nunes. | O Solidariedade oficializa seu apoio a Ricardo Nunes. | O Solidariedade oficializa seu apoio a Ricardo Nunes. | O Solidariedade oficializa seu apoio a Ricardo Nunes. | O Solidariedade oficializa seu apoio a Ricardo Nunes. | O Solidariedade oficializa seu apoio a Ricardo Nunes. | O Solidariedade oficializa seu apoio a Ricardo Nunes. | O Solidariedade oficializa seu apoio a Ricardo Nunes. |      |      |   |   |   |      |      |         |
| Fonte                         | Data(s) conduzida(s)          | Amostragem                    | Boulos PSOL | Nunes MDB | Amaral PSB | Kataguiri UNIÃO | Garcia PSDB | Poit NOVO | Outros | Outros | Outros | Outros | Outros | Abst. Indec. | Vantagem | Ref. |      |      |   |   |   |      |      |         |
| Fonte                         | Data(s) conduzida(s)          | Amostragem                    | | | | | | | Outros | Outros | Outros | Outros | Outros | Abst. Indec. | Vantagem | Ref. |      |      |   |   |   |      |      |         |
| Datafolha                     | 29-30/Ago/2023                | 1.092                         | 32% | 24% | 11% | 8% | – | 2% | – | – | – | – | – | 23% | 8% | [ 295 ] |      |      |   |   |   |      |      |         |
| 5 de agosto de 2023           | 5 de agosto de 2023           | 5 de agosto de 2023           | O Partido dos Trabalhadores (PT) oficializa seu apoio a Guilherme Boulos. | O Partido dos Trabalhadores (PT) oficializa seu apoio a Guilherme Boulos. | O Partido dos Trabalhadores (PT) oficializa seu apoio a Guilherme Boulos. | O Partido dos Trabalhadores (PT) oficializa seu apoio a Guilherme Boulos. | O Partido dos Trabalhadores (PT) oficializa seu apoio a Guilherme Boulos. | O Partido dos Trabalhadores (PT) oficializa seu apoio a Guilherme Boulos. | O Partido dos Trabalhadores (PT) oficializa seu apoio a Guilherme Boulos. | O Partido dos Trabalhadores (PT) oficializa seu apoio a Guilherme Boulos. | O Partido dos Trabalhadores (PT) oficializa seu apoio a Guilherme Boulos. | O Partido dos Trabalhadores (PT) oficializa seu apoio a Guilherme Boulos. | O Partido dos Trabalhadores (PT) oficializa seu apoio a Guilherme Boulos. | O Partido dos Trabalhadores (PT) oficializa seu apoio a Guilherme Boulos. | O Partido dos Trabalhadores (PT) oficializa seu apoio a Guilherme Boulos. | O Partido dos Trabalhadores (PT) oficializa seu apoio a Guilherme Boulos. |      |      |   |   |   |      |      |         |
| Fonte                         | Data(s) conduzida(s)          | Amostragem                    | Boulos PSOL | E. Bolsonaro PL | Nunes MDB | Amaral PSB | Kataguiri UNIÃO | Garcia PSDB | Holiday Republicanos | Outros | Outros | Outros | Outros | Abst. Indec. | Vantagem | Ref. |      |      |   |   |   |      |      |         |
| Fonte                         | Data(s) conduzida(s)          | Amostragem                    | | | | | | | | Outros | Outros | Outros | Outros | Abst. Indec. | Vantagem | Ref. |      |      |   |   |   |      |      |         |
| Instituto Gerp                | 10-17/Jul/2023                | 800                           | 26% | 18% | 6% | 5% | 2% | 3% | 1% | – | – | – | – | 39% | 8% | [ 296 ] |      |      |   |   |   |      |      |         |
| 5-28 de junho de 2023         | 5-28 de junho de 2023         | 5-28 de junho de 2023         | Ricardo Salles (PL) cancela sua pré-candidatura. José Luiz Datena (PDT) cancela sua pré-candidatura. | Ricardo Salles (PL) cancela sua pré-candidatura. José Luiz Datena (PDT) cancela sua pré-candidatura. | Ricardo Salles (PL) cancela sua pré-candidatura. José Luiz Datena (PDT) cancela sua pré-candidatura. | Ricardo Salles (PL) cancela sua pré-candidatura. José Luiz Datena (PDT) cancela sua pré-candidatura. | Ricardo Salles (PL) cancela sua pré-candidatura. José Luiz Datena (PDT) cancela sua pré-candidatura. | Ricardo Salles (PL) cancela sua pré-candidatura. José Luiz Datena (PDT) cancela sua pré-candidatura. | Ricardo Salles (PL) cancela sua pré-candidatura. José Luiz Datena (PDT) cancela sua pré-candidatura. | Ricardo Salles (PL) cancela sua pré-candidatura. José Luiz Datena (PDT) cancela sua pré-candidatura. | Ricardo Salles (PL) cancela sua pré-candidatura. José Luiz Datena (PDT) cancela sua pré-candidatura. | Ricardo Salles (PL) cancela sua pré-candidatura. José Luiz Datena (PDT) cancela sua pré-candidatura. | Ricardo Salles (PL) cancela sua pré-candidatura. José Luiz Datena (PDT) cancela sua pré-candidatura. | Ricardo Salles (PL) cancela sua pré-candidatura. José Luiz Datena (PDT) cancela sua pré-candidatura. | Ricardo Salles (PL) cancela sua pré-candidatura. José Luiz Datena (PDT) cancela sua pré-candidatura. | Ricardo Salles (PL) cancela sua pré-candidatura. José Luiz Datena (PDT) cancela sua pré-candidatura. |      |      |   |   |   |      |      |         |
| Fonte                         | Data(s) conduzida(s)          | Amostragem                    | Boulos PSOL | Salles PL | Nunes MDB | Amaral PSB | Poit NOVO | Kataguiri UNIÃO | Datena PDT | E. Bolsonaro PL | Garcia PSDB | Outros | Outros | Abst. Indec. | Vantagem | Ref. |      |      |   |   |   |      |      |         |
| Fonte                         | Data(s) conduzida(s)          | Amostragem                    | | | | | | | | | | Outros | Outros | Abst. Indec. | Vantagem | Ref. |      |      |   |   |   |      |      |         |
| Paraná Pesquisas              | 30/Abr-4/Mai/2023             | 1.208                         | 31.5% | 10.9% | 17.8% | 7.1% | 5.4% | – | – | – | – | – | – | 27.3% | 13.7% | [ 298 ] |      |      |   |   |   |      |      |         |
| Paraná Pesquisas              | 30/Abr-4/Mai/2023             | 1.208                         | 39.2% | 20.4% | 13.6% | 7.7% | 5% | – | – | – | – | – | – | – | 18.8% | [ 298 ] |      |      |   |   |   |      |      |         |
| Paraná Pesquisas              | 23-26/Fev/2023                | 1.012                         | 26.3% | 4.8% | 7.9% | 3.9% | 1.6% | 3.3% | 24.3% | – | 8.5% | – | – | 19.4% | 2% | [ 299 ] |      |      |   |   |   |      |      |         |
| Paraná Pesquisas              | 23-26/Fev/2023                | 1.012                         | 32% | – | 8.6% | 5.1% | 2.1% | 3.5% | – | 19.1% | 8.9% | – | – | 20.7% | 12.9% | [ 299 ] |      |      |   |   |   |      |      |         |
| Paraná Pesquisas              | 23-26/Fev/2023                | 1.012                         | 32.9% | 7.5% | 11.1% | 5.2% | 2.6% | 4.5% | – | – | 10.3% | – | – | 25.9% | 21.8% | [ 299 ] |      |      |   |   |   |      |      |         |
| Paraná Pesquisas              | 23-26/Fev/2023                | 1.012                         | 36.7% | 10.1% | 15% | – | 3.1% | 5.3% | – | – | | – | – | 29.8% | 11.7% | [ 299 ] |      |      |   |   |   |      |      |         |

### Segundo turno (cenários)
Estes são os cenários hipotéticos de segundo turno entre os pré-candidatos, com sondagens realizadas durante o primeiro turno e período pré eleitoral:
Guilherme Boulos e Ricardo Nunes
| Fonte               | Data(s) conduzida(s) | Amostragem | Nunes MDB  | Boulos PSOL       | Abst. Indec. | Vantagem | Ref.            |       |     |     |     |    |         |
| ------------------- | -------------------- | ---------- | ---------- | ----------------- | ------------ | -------- | --------------- | ----- | --- | --- | --- | -- | ------- |
| Fonte               | Data(s) conduzida(s) | Amostragem | AtlasIntel | 29/Set-4/Out/2024 | Abst. Indec. | Vantagem | Ref.            | 2.500 | 46% | 37% | 18% | 9% | [ 205 ] |
| Quaest              | 4-5/Out/2024         | 2.400      | 51%        | 33%               | 16%          | 18%      | [ 206 ]         |       |     |     |     |    |         |
| Datafolha           | 4-5/Out/2024         | 2.052      | 52%        | 37%               | 10%          | 37%      | [ 300 ]         |       |     |     |     |    |         |
| Paraná Pesquisas    | 30/Set-3/Out/2024    | 1.500      | 50.6%      | 35.3%             | 14.1%        | 15.3%    | [ 208 ]         |       |     |     |     |    |         |
| Real Time Big Data  | 1-3/Out/2024         | 1.000      | 48%        | 36%               | 12%          | 16%      | [ 209 ]         |       |     |     |     |    |         |
| Datafolha           | 1-3/Out/2024         | 1.806      | 52%        | 37%               | 12%          | 15%      | [ 210 ]         |       |     |     |     |    |         |
| Real Time Big Data  | 30/Set-1/Out/2024    | 1.500      | 48%        | 35%               | 17%          | 13%      | [ 213 ]         |       |     |     |     |    |         |
| Futura/100% Cidades | 30/Set-1/Out/2024    | 1.000      | 53.9%      | 27%               | 19.1%        | 26.9%    | [ 214 ]         |       |     |     |     |    |         |
| Paraná Pesquisas    | 27-30/Set/2024       | 1.500      | 51.5%      | 33.6%             | 16.9%        | 18.9%    | [ 215 ]         |       |     |     |     |    |         |
| AtlasIntel          | 24-29/Set/2024       | 2.190      | 48%        | 37%               | 15%          | 11%      | [ 218 ]         |       |     |     |     |    |         |
| Real Time Big Data  | 27-28/Set/2024       | 1.500      | 49%        | 34%               | 17%          | 15%      | [ 218 ]         |       |     |     |     |    |         |
| Paraná Pesquisas    | 24-26/Set/2024       | 1.500      | 51.6%      | 32.7%             | 15.7%        | 18.9%    | [ 220 ]         |       |     |     |     |    |         |
| Datafolha           | 24-26/Set/2024       | 1.610      | 52%        | 36%               | 12%          | 16%      | [ 220 ]         |       |     |     |     |    |         |
| Futura/100% Cidades | 24-25/Set/2024       | 1.000      | 46.5%      | 30.5%             | 23%          | 16%      | [ 223 ]         |       |     |     |     |    |         |
| FESPSP              | 23-25/Set/2024       | 1.500      | 43.1%      | 35.3%             | 21.6%        | 7.8%     | [ 224 ]         |       |     |     |     |    |         |
| Quaest              | 21-23/Set/2024       | 1.200      | 49%        | 32%               | 19%          | 17%      | [ 225 ]         |       |     |     |     |    |         |
| AtlasIntel          | 17-22/Set/2024       | 2.218      | 39.5%      | 41.7%             | 18.8%        | 2.2%     | [ 226 ]         |       |     |     |     |    |         |
| RealTime Big Data   | 20-21/Set/2024       | 1.500      | 47%        | 35%               | 18%          | 12%      | [ 227 ]         |       |     |     |     |    |         |
| Datafolha           | 17-19/Set/2024       | 1.204      | 52%        | 37%               | 11%          | 15%      | [ 228 ]         |       |     |     |     |    |         |
| Paraná Pesquisas    | 16-19/Set/2024       | 1.500      | 50.1%      | 32.1%             | 17.8%        | 18%      | [ 229 ]         |       |     |     |     |    |         |
| Futura/100% Cidades | 16-18/Set/2024       | 1.000      | 49%        | 30.9%             | 20.1%        | 18.1%    | [ 230 ]         |       |     |     |     |    |         |
| Quaest              | 15-17/Set/2024       | 1.200      | 46%        | 35%               | 19%          | 11%      | [ 231 ]         |       |     |     |     |    |         |
| Veritá              | 11-15/Set/2024       | 3.020      | 50.5%      | 49.5%             | –            | 1%       | [ 233 ]         |       |     |     |     |    |         |
| RealTime Big Data   | 13-14/Set/2024       | 1.500      | 47%        | 34%               | 19%          | 13%      | [ 234 ]         |       |     |     |     |    |         |
| Datafolha           | 10-12/Set/2024       | 1.204      | 53%        | 38%               | 9%           | 15%      | [ 301 ]         |       |     |     |     |    |         |
| Paraná Pesquisas    | 9-12/Set/2024        | 1.500      | 51.1%      | 33.6%             | 15,3%        | 17.5%    | [ 236 ]         |       |     |     |     |    |         |
| Futura/100% Cidades | 9-11/Set/2024        | 1.000      | 52.6%      | 26.8%             | 20.6%        | 25,8%    | [ 237 ]         |       |     |     |     |    |         |
| Quaest              | 8-10/Set/2024        | 1.200      | 48%        | 33%               | 19%          | 15%      | [ 238 ]         |       |     |     |     |    |         |
| AtlasIntel          | 5-10/Set/2024        | 2.200      | 45.7%      | 38.5%             | 15.8%        | 7.2%     | [ 238 ]         |       |     |     |     |    |         |
| Datafolha           | 3-5/Set/2024         | 1.204      | 49%        | 37%               | 14%          | 12%      | [ 240 ]         |       |     |     |     |    |         |
| Paraná Pesquisas    | 2-5/Set/2024         | 1.500      | 49.7%      | 33.6%             | 16.7%        | 16.1%    | [ 243 ]         |       |     |     |     |    |         |
| Futura/100% Cidades | 2-4/Set/2024         | 1.000      | 54.1%      | 27.8%             | 18.1%        | 26.3%    | [ 244 ]         |       |     |     |     |    |         |
| RealTime Big Data   | 31/Ago-2/Set/2024    | 1.500      | 45%        | 35%               | 20%          | 10%      | [ 245 ]         |       |     |     |     |    |         |
| Quaest              | 25-27/Ago/2024       | 1.200      | 46%        | 33%               | 21%          | 13%      | [ 247 ]         |       |     |     |     |    |         |
| Futura/100% Cidades | 20-24/Ago/2024       | 1.000      | 46.7%      | 30.9%             | 22.4%        | 15.8%    | [ 302 ]         |       |     |     |     |    |         |
| FESPSP              | 20-22/Ago/2024       | 1.500      | 41.9%      | 36.2%             | 21.9%        | 5.7%     | [ 252 ]         |       |     |     |     |    |         |
| Paraná Pesquisas    | 19-22/Ago/2024       | 1.500      | 50.7%      | 34.2%             | 15.1%        | 16.5%    | [ 253 ]         |       |     |     |     |    |         |
| Datafolha           | 20-21/Ago/2024       | 1.204      | 47%        | 38%               | 15%          | 9%       | [ 254 ]         |       |     |     |     |    |         |
| AtlasIntel          | 15-20/Ago/2024       | 1.803      | 40.9%      | 36.8%             | 22.4%        | 4.1%     | [ 255 ]         |       |     |     |     |    |         |
| Datafolha           | 6-8/Ago/2024         | 1.092      | 49%        | 36%               | 15%          | 13%      | [ 256 ]         |       |     |     |     |    |         |
| Paraná Pesquisas    | 4-7/Ago/2024         | 1.500      | 50.1%      | 35.5%             | 14.4%        | 14.6%    | [ 257 ]         |       |     |     |     |    |         |
| AtlasIntel          | 2-7/Ago/2024         | 2.037      | 42%        | 42.4%             | 15.6%        | 0.4%     | [ 258 ]         |       |     |     |     |    |         |
| Futura/100% Cidades | 2-5/Ago/2024         | 1.000      | 50.2%      | 32.3%             | 17.5%        | 17.9%    | [ 259 ]         |       |     |     |     |    |         |
| Quaest              | 25-28/Jul/2024       | 1.002      | 45%        | 32%               | 23%          | 13%      | [ 303 ]         |       |     |     |     |    |         |
| FESPSP              | 16-18/Jul/2024       | 1.500      | 43%        | 36%               | 21%          | 7%       | [ 262 ]         |       |     |     |     |    |         |
| FESPSP              | 16-18/Jul/2024       | 1.500      | 36%        | 46%               | 18%          | 10%      | [ 262 ]         |       |     |     |     |    |         |
| FESPSP              | 16-18/Jul/2024       | 1.500      | 38%        | 46%               | 16%          | 8%       | [ 262 ]         |       |     |     |     |    |         |
| Paraná Pesquisas    | 14-17/Jul/2024       | 1.500      | 50.5%      | 35%               | 14.5%        | 15.5%    | [ 263 ] [ 264 ] |       |     |     |     |    |         |
| Datafolha           | 2-4/Jul/2024         | 1.092      | 48%        | 38%               | 14%          | 10%      | [ 265 ]         |       |     |     |     |    |         |
| RealTime Big Data   | 25-28/Jun/2024       | 1.500      | 46%        | 39%               | 15%          | 7%       | [ 266 ]         |       |     |     |     |    |         |
| Quaest              | 22-25/Jun/2024       | 1.002      | 46%        | 34%               | 20%          | 12%      | [ 268 ]         |       |     |     |     |    |         |
| Paraná Pesquisas    | 19-24/Jun/2024       | 1.500      | 49%        | 33.9%             | 17%          | 15.1%    | [ 269 ]         |       |     |     |     |    |         |
| Atlas/CNN           | 10-11/Jun/2024       | 2.220      | 44%        | 46%               | 10%          | 2%       | [ 274 ]         |       |     |     |     |    |         |
| Paraná Pesquisas    | 24-28/Mai/2024       | 1.500      | 48.1%      | 35.9%             | 16%          | 12.2%    | [ 276 ]         |       |     |     |     |    |         |
| Atlas/CNN           | 22-27/Mai/2024       | 1.670      | 46%        | 43.5%             | 10.4%        | 2.5%     | [ 304 ]         |       |     |     |     |    |         |
| Futura/100% Cidades | 6-7/Mai/2024         | 1.000      | 44.4%      | 33.9%             | 21.6%        | 10.5%    | [ 279 ]         |       |     |     |     |    |         |
| Paraná Pesquisas    | 26/Abr-1/Mai/2024    | 1.200      | 46.8%      | 37.6%             | 15.7%        | 9.2%     | [ 280 ]         |       |     |     |     |    |         |
| AtlasIntel          | 18-22/Abr/2024       | 1.629      | 44.8%      | 44.3%             | 10.9%        | 0.5%     | [ 281 ]         |       |     |     |     |    |         |
| Paraná Pesquisas    | 13-18/Mar 2024       | 1.350      | 46%        | 39.1%             | 14.9%        | 6.9%     | [ 283 ]         |       |     |     |     |    |         |
| RealTime Big Data   | 1-2/Mar/2024         | 2.000      | 40%        | 38%               | 22%          | 2%       | [ 285 ]         |       |     |     |     |    |         |
| Paraná Pesquisas    | 14-19/Fev/2024       | 1.502      | 43.3%      | 39.6%             | 17.1%        | 3.7%     | [ 286 ]         |       |     |     |     |    |         |
| AtlasIntel          | 25-30/Dez/2023       | 1.600      | 37.2%      | 33.8%             | 29%          | 3.4%     | [ 288 ]         |       |     |     |     |    |         |
| Instituto Veritá    | 14-16/Dez/2023       | 1.003      | 24.4%      | 27.6%             | 47.9%        | 3.2%     | [ 305 ]         |       |     |     |     |    |         |
| Paraná Pesquisas    | 6-9/Dez/2023         | 1.046      | 41.3%      | 39.8%             | 19%          | 1.5%     | [ 291 ]         |       |     |     |     |    |         |

Guilherme Boulos e Pablo Marçal
| Fonte               | Data(s) conduzida(s) | Amostragem | Boulos PSOL | Marçal PRTB       | Abst. Indec. | Vantagem | Ref.            |       |     |     |     |    |         |
| ------------------- | -------------------- | ---------- | ----------- | ----------------- | ------------ | -------- | --------------- | ----- | --- | --- | --- | -- | ------- |
| Fonte               | Data(s) conduzida(s) | Amostragem | AtlasIntel  | 29/Set-4/Out/2024 | Abst. Indec. | Vantagem | Ref.            | 2.500 | 42% | 43% | 16% | 1% | [ 206 ] |
| Quaest              | 4-5/Out/2024         | 2.400      | 45%         | 37%               | 18%          | 8%       | [ 206 ]         |       |     |     |     |    |         |
| Datafolha           | 4-5/Out/2024         | 2.052      | 48%         | 38%               | 15%          | 10%      | [ 300 ]         |       |     |     |     |    |         |
| Paraná Pesquisas    | 30/Set-3/Out/2024    | 1.500      | 44.6%       | 38.2%             | 17.2%        | 6.4%     | [ 208 ]         |       |     |     |     |    |         |
| Real Time Big Data  | 1-3/Out/2024         | 1.000      | 41%         | 40%               | 19%          | 1%       | [ 209 ]         |       |     |     |     |    |         |
| Datafolha           | 1-3/Out/2024         | 1.806      | 48%         | 36%               | 15%          | 12%      | [ 210 ]         |       |     |     |     |    |         |
| Real Time Big Data  | 30/Set-1/Out/2024    | 1.500      | 40%         | 39%               | 21%          | 1%       | [ 213 ]         |       |     |     |     |    |         |
| Futura/100% Cidades | 30/Set-1/Out/2024    | 1.000      | 40.2%       | 42.4%             | 17.4%        | 2.2%     | [ 214 ]         |       |     |     |     |    |         |
| Paraná Pesquisas    | 27-30/Set/2024       | 1.500      | 45.1%       | 39.1%             | 15.8%        | 6%       | [ 215 ]         |       |     |     |     |    |         |
| AtlasIntel          | 24-29/Set/2024       | 2.190      | 48%         | 40%               | 11%          | 8%       | [ 217 ]         |       |     |     |     |    |         |
| Real Time Big Data  | 27-28/Set/2024       | 1.500      | 41%         | 38%               | 21%          | 3%       | [ 218 ]         |       |     |     |     |    |         |
| Paraná Pesquisas    | 24-26/Set/2024       | 1.500      | 43.7%       | 36.6%             | 19.7%        | 7.1%     | [ 219 ]         |       |     |     |     |    |         |
| Datafolha           | 24-26/Set/2024       | 1.610      | 47%         | 38%               | 16%          | 9%       | [ 220 ]         |       |     |     |     |    |         |
| Futura/100% Cidades | 24-25/Set/2024       | 1.000      | 41%         | 40%               | 19.1%        | 1%       | [ 223 ]         |       |     |     |     |    |         |
| Quaest              | 21-23/Set/2024       | 1.200      | 41%         | 36%               | 23%          | 5%       | [ 225 ]         |       |     |     |     |    |         |
| AtlasIntel          | 17-22/Set/2024       | 2.218      | 44.4%       | 38.5%             | 17.1%        | 5.9%     | [ 226 ]         |       |     |     |     |    |         |
| RealTime Big Data   | 20-21/Set/2024       | 1.500      | 40%         | 38%               | 22%          | 2%       | [ 227 ]         |       |     |     |     |    |         |
| Datafolha           | 17-19/Set/2024       | 1.204      | 50%         | 36%               | 14%          | 14%      | [ 228 ]         |       |     |     |     |    |         |
| Paraná Pesquisas    | 16-19/Set/2024       | 1.500      | 43.6%       | 37.9%             | 18.5%        | 5.7%     | [ 229 ]         |       |     |     |     |    |         |
| Futura/100% Cidades | 16-18/Set/2024       | 1.000      | 40.8%       | 36.3%             | 22.9%        | 4.5%     | [ 230 ]         |       |     |     |     |    |         |
| Quaest              | 15-17/Set/2024       | 1.200      | 42%         | 36%               | 22%          | 6%       | [ 231 ]         |       |     |     |     |    |         |
| Veritá              | 11-15/Set/2024       | 3.020      | 43.8%       | 56.2%             | –            | 12.4%    | [ 233 ]         |       |     |     |     |    |         |
| RealTime Big Data   | 13-14/Set/2024       | 1.500      | 39%         | 38%               | 23%          | 1%       | [ 234 ]         |       |     |     |     |    |         |
| Datafolha           | 10-12/Set/2024       | 1.204      | 47%         | 38%               | 16%          | 9%       | [ 301 ]         |       |     |     |     |    |         |
| Paraná Pesquisas    | 9-12/Set/2024        | 1.500      | 43.3%       | 37.2%             | 19.5%        | 6.1%     | [ 236 ]         |       |     |     |     |    |         |
| Futura/100% Cidades | 9-11/Set/2024        | 1.000      | 40.3%       | 37.5%             | 22.1%        | 2.8%     | [ 237 ]         |       |     |     |     |    |         |
| Quaest              | 8-10/Set/2024        | 1.200      | 40%         | 39%               | 21%          | 1%       | [ 238 ]         |       |     |     |     |    |         |
| AtlasIntel          | 5-10/Set/2024        | 2.200      | 44.1%       | 43.2%             | 12.7%        | 0.9%     | [ 238 ]         |       |     |     |     |    |         |
| Datafolha           | 3-5/Set/2024         | 1.204      | 45%         | 39%               | 15%          | 6%       | [ 240 ]         |       |     |     |     |    |         |
| Paraná Pesquisas    | 2-5/Set/2024         | 1.500      | 43.1%       | 37.9%             | 19%          | 5.2%     | [ 243 ]         |       |     |     |     |    |         |
| Futura/100% Cidades | 2-4/Set/2024         | 1.000      | 37.7%       | 43.4%             | 18.9%        | 5.7%     | [ 244 ]         |       |     |     |     |    |         |
| RealTime Big Data   | 31/Ago-2/Set/2024    | 1.500      | 40%         | 37%               | 23%          | 3%       | [ 245 ]         |       |     |     |     |    |         |
| Quaest              | 25-27/Ago/2024       | 1.200      | 38%         | 38%               | 24%          | Empate   | [ 247 ]         |       |     |     |     |    |         |
| Futura/100% Cidades | 20-24/Ago/2024       | 1.000      | 39.4%       | 39.3%             | 21.4%        | 0.1%     | [ 302 ]         |       |     |     |     |    |         |
| Paraná Pesquisas    | 19-22/Ago/2024       | 1.500      | 42.9%       | 38.3%             | 18.8%        | 4.6%     | [ 253 ]         |       |     |     |     |    |         |
| AtlasIntel          | 15-20/Ago/2024       | 1.803      | 38.4%       | 35.4%             | 26.2%        | 3%       | [ 255 ]         |       |     |     |     |    |         |
| AtlasIntel          | 2-7/Ago/2024         | 2.037      | 44.1%       | 35.2%             | 20.7%        | 8.9%     | [ 258 ]         |       |     |     |     |    |         |
| Futura/100% Cidades | 2-5/Ago/2024         | 1.000      | 40.1%       | 30.7%             | 29.2%        | 9.4%     | [ 259 ]         |       |     |     |     |    |         |
| Quaest              | 25-28/Jul/2024       | 1.002      | 37%         | 33%               | 30%          | 4%       | [ 303 ]         |       |     |     |     |    |         |
| Paraná Pesquisas    | 14-17/Jul/2024       | 1.500      | 44.8%       | 33.7%             | 21.5%        | 11.1%    | [ 263 ] [ 264 ] |       |     |     |     |    |         |
| RealTime Big Data   | 25-28/Jun/2024       | 1.500      | 40%         | 33%               | 27%          | 7%       | [ 266 ]         |       |     |     |     |    |         |
| Paraná Pesquisas    | 19-24/Jun/2024       | 1.500      | 45.5%       | 29.3%             | 25.1%        | 16.2%    | [ 269 ]         |       |     |     |     |    |         |
| Atlas/CNN           | 10-11/Jun/2024       | 2.220      | 48%         | 38%               | 14%          | 10%      | [ 274 ]         |       |     |     |     |    |         |

Ricardo Nunes e Pablo Marçal
| Fonte               | Data(s) conduzida(s) | Amostragem | Nunes MDB  | Marçal PRTB       | Abst. Indec. | Vantagem | Ref.    |       |     |     |     |    |         |
| ------------------- | -------------------- | ---------- | ---------- | ----------------- | ------------ | -------- | ------- | ----- | --- | --- | --- | -- | ------- |
| Fonte               | Data(s) conduzida(s) | Amostragem | AtlasIntel | 29/Set-4/Out/2024 | Abst. Indec. | Vantagem | Ref.    | 2.500 | 34% | 36% | 30% | 2% | [ 206 ] |
| Quaest              | 4-5/Out/2024         | 2.400      | 54%        | 28%               | 18%          | 26%      | [ 206 ] |       |     |     |     |    |         |
| Datafolha           | 4-5/Out/2024         | 2.052      | 55%        | 29%               | 16%          | 26%      | [ 300 ] |       |     |     |     |    |         |
| Paraná Pesquisas    | 30/Set-3/Out/2024    | 1.500      | 53.1%      | 28.9%             | 18%          | 24.2%    | [ 208 ] |       |     |     |     |    |         |
| Real Time Big Data  | 1-3/Out/2024         | 1.000      | 43%        | 35%               | 22%          | 8%       | [ 209 ] |       |     |     |     |    |         |
| Datafolha           | 1-3/Out/2024         | 1.806      | 56%        | 28%               | 16%          | 28%      | [ 210 ] |       |     |     |     |    |         |
| Real Time Big Data  | 30/Set-1/Out/2024    | 1.500      | 44%        | 35%               | 22%          | 10%      | [ 213 ] |       |     |     |     |    |         |
| Futura/100% Cidades | 30/Set-1/Out/2024    | 1.000      | 51.7%      | 31.2%             | 17.1%        | 20.5%    | [ 214 ] |       |     |     |     |    |         |
| Paraná Pesquisas    | 27-30/Set/2024       | 1.500      | 53.9%      | 28.5%             | 17.5%        | 25.5%    | [ 215 ] |       |     |     |     |    |         |
| AtlasIntel          | 24-29/Set/2024       | 2.190      | 46%        | 30%               | 24%          | 16%      | [ 217 ] |       |     |     |     |    |         |
| Real Time Big Data  | 27-28/Set/2024       | 1.500      | 45%        | 33%               | 22%          | 12%      | [ 218 ] |       |     |     |     |    |         |
| Paraná Pesquisas    | 24-26/Set/2024       | 1.500      | 54.7%      | 25.8%             | 19.5%        | 28.9%    | [ 219 ] |       |     |     |     |    |         |
| Datafolha           | 24-26/Set/2024       | 1.610      | 57%        | 26%               | 16%          | 31%      | [ 220 ] |       |     |     |     |    |         |
| Futura/100% Cidades | 24-25/Set/2024       | 1.000      | 45.6%      | 31.4%             | 23%          | 14.2%    | [ 223 ] |       |     |     |     |    |         |
| Quaest              | 21-23/Set/2024       | 1.200      | 52%        | 25%               | 23%          | 27%      | [ 225 ] |       |     |     |     |    |         |
| AtlasIntel          | 17-22/Set/2024       | 2.218      | 47.5%      | 28%               | 24.5%        | 19.5%    | [ 226 ] |       |     |     |     |    |         |
| RealTime Big Data   | 20-21/Set/2024       | 1.500      | 44%        | 32%               | 24%          | 12%      | [ 227 ] |       |     |     |     |    |         |
| Datafolha           | 17-19/Set/2024       | 1.204      | 60%        | 25%               | 15%          | 35%      | [ 228 ] |       |     |     |     |    |         |
| Paraná Pesquisas    | 16-19/Set/2024       | 1.500      | 52.3%      | 27.4%             | 20.3%        | 24.9%    | [ 229 ] |       |     |     |     |    |         |
| Futura/100% Cidades | 16-18/Set/2024       | 1.000      | 57.1%      | 25.7%             | 17.2%        | 31.4%    | [ 230 ] |       |     |     |     |    |         |
| Quaest              | 15-17/Set/2024       | 1.200      | 47%        | 27%               | 26%          | 20%      | [ 231 ] |       |     |     |     |    |         |
| Veritá              | 11-15/Set/2024       | 3.020      | 43.3%      | 56.7%             | –            | 13.4%    | [ 233 ] |       |     |     |     |    |         |
| RealTime Big Data   | 13-14/Set/2024       | 1.500      | 42%        | 32%               | 26%          | 10%      | [ 234 ] |       |     |     |     |    |         |
| Datafolha           | 10-12/Set/2024       | 1.204      | 59%        | 27%               | 14%          | 32%      | [ 301 ] |       |     |     |     |    |         |
| Paraná Pesquisas    | 9-12/Set/2024        | 1.500      | 51.4%      | 27.3%             | 21.3%        | 24.1%    | [ 236 ] |       |     |     |     |    |         |
| Futura/100% Cidades | 9-11/Set/2024        | 1.000      | 49.3%      | 28.9%             | 21.8%        | 10.4%    | [ 237 ] |       |     |     |     |    |         |
| Quaest              | 8-10/Set/2024        | 1.200      | 50%        | 30%               | 20%          | 20%      | [ 238 ] |       |     |     |     |    |         |
| AtlasIntel          | 5-10/Set/2024        | 2.200      | 48.2%      | 29.2%             | 22.6%        | 19%      | [ 238 ] |       |     |     |     |    |         |
| Datafolha           | 3-5/Set/2024         | 1.204      | 53%        | 31%               | 17%          | 22%      | [ 240 ] |       |     |     |     |    |         |
| Paraná Pesquisas    | 2-5/Set/2024         | 1.500      | 50.1%      | 27.7%             | 22.2%        | 22.4%    | [ 243 ] |       |     |     |     |    |         |
| Futura/100% Cidades | 2-4/Set/2024         | 1.000      | 50.7%      | 29.9%             | 19.4%        | 20.8%    | [ 244 ] |       |     |     |     |    |         |
| RealTime Big Data   | 31/Ago-2/Set/2024    | 1.500      | 39%        | 33%               | 28%          | 6%       | [ 245 ] |       |     |     |     |    |         |
| Quaest              | 25-27/Ago/2024       | 1.200      | 47%        | 26%               | 27%          | 21%      | [ 247 ] |       |     |     |     |    |         |
| Futura/100% Cidades | 20-24/Ago/2024       | 1.000      | 45.3%      | 29.9%             | 24.8%        | 15.4%    | [ 251 ] |       |     |     |     |    |         |
| Paraná Pesquisas    | 19-22/Ago/2024       | 1.500      | 52.1%      | 25.7%             | 22.1%        | 26.4%    | [ 253 ] |       |     |     |     |    |         |
| Quaest              | 25-28/Jul/2024       | 1.002      | 46%        | 22%               | 32%          | 24%      | [ 303 ] |       |     |     |     |    |         |
| RealTime Big Data   | 25-28/Jun/2024       | 1.500      | 42%        | 27%               | 31%          | 15%      | [ 266 ] |       |     |     |     |    |         |

Guilherme Boulos e Tabata Amaral
| Fonte               | Data(s) conduzida(s) | Amostragem | Boulos PSOL | Amaral PSB        | Abst. Indec. | Vantagem | Ref.    |       |     |     |     |    |         |
| ------------------- | -------------------- | ---------- | ----------- | ----------------- | ------------ | -------- | ------- | ----- | --- | --- | --- | -- | ------- |
| Fonte               | Data(s) conduzida(s) | Amostragem | AtlasIntel  | 29/Set-4/Out/2024 | Abst. Indec. | Vantagem | Ref.    | 2.500 | 34% | 35% | 32% | 1% | [ 206 ] |
| 24-29/Set/2024      | 2.190                | 37%        | AtlasIntel  | 35%               | 28%          | 2%       | [ 306 ] |       |     |     |     |    |         |
| 17-22/Set/2024      | 2.218                | 31.5%      | AtlasIntel  | 33.2%             | 35.3%        | 1.7%     | [ 226 ] |       |     |     |     |    |         |
| 5-10/Set/2024       | 2.200                | 33.8%      | AtlasIntel  | 33.8%             | 32.4%        | Empate   | [ 238 ] |       |     |     |     |    |         |
| Futura/100% Cidades | 2-4/Set/2024         | 1.000      | 32.8%       | 33.1%             | 34.1%        | 0.3%     | [ 244 ] |       |     |     |     |    |         |
| AtlasIntel          | 15-20/Ago/2024       | 1.803      | 29.8%       | 29.1%             | 41.1%        | 0.7%     | [ 255 ] |       |     |     |     |    |         |
| AtlasIntel          | 2-7/Ago/2024         | 2.037      | 37.7%       | 27.4%             | 34.9%        | 10.3%    | [ 258 ] |       |     |     |     |    |         |
| Futura/100% Cidades | 2-5/Ago/2024         | 1.000      | 33.9%       | 31.7%             | 34.4%        | 2.2%     | [ 259 ] |       |     |     |     |    |         |
| RealTime Big Data   | 25-28/Jun/2024       | 1.500      | 40%         | 44%               | 16%          | 4%       | [ 266 ] |       |     |     |     |    |         |
| Paraná Pesquisas    | 19-24/Jun/2024       | 1.500      | 40%         | 34%               | 26%          | 6%       | [ 269 ] |       |     |     |     |    |         |
| Atlas/CNN           | 10-11/Jun/2024       | 2.220      | 40%         | 34%               | 26%          | 6%       | [ 274 ] |       |     |     |     |    |         |
| Paraná Pesquisas    | 24-28/Mai/2024       | 1.500      | 41.7%       | 32.2%             | 26.1%        | 9.5%     | [ 276 ] |       |     |     |     |    |         |
| Atlas/CNN           | 22-27/Mai/2024       | 1.670      | 37.7%       | 25.5%             | 36.8%        | 12.2%    | [ 304 ] |       |     |     |     |    |         |
| Futura/100% Cidades | 6-7/Mai/2024         | 1.000      | 35.4%       | 32%               | 32.6%        | 3.4%     | [ 279 ] |       |     |     |     |    |         |
| Paraná Pesquisas    | 26/Abr-1/Mai/2024    | 1.200      | 43.6%       | 33.9%             | 22.5%        | 9.7%     | [ 280 ] |       |     |     |     |    |         |
| Paraná Pesquisas    | 13-18/Mar 2024       | 1.350      | 43.3%       | 34.3%             | 22.4%        | 9%       | [ 283 ] |       |     |     |     |    |         |
| Paraná Pesquisas    | 14-19/Fev/2024       | 1.502      | 43.4%       | 30.4%             | 26.1%        | 13%      | [ 286 ] |       |     |     |     |    |         |

Ricardo Nunes e Tabata Amaral
| Fonte               | Data(s) conduzida(s) | Amostragem | Nunes MDB  | Amaral PSB        | Abst. Indec. | Vantagem | Ref.    |       |     |     |     |    |         |
| ------------------- | -------------------- | ---------- | ---------- | ----------------- | ------------ | -------- | ------- | ----- | --- | --- | --- | -- | ------- |
| Fonte               | Data(s) conduzida(s) | Amostragem | AtlasIntel | 29/Set-4/Out/2024 | Abst. Indec. | Vantagem | Ref.    | 2.500 | 39% | 42% | 19% | 3% | [ 206 ] |
| 24-29/Set/2024      | 2.190                | 42%        | AtlasIntel | 44%               | 14%          | 2%       | [ 306 ] |       |     |     |     |    |         |
| 17-22/Set/2024      | 2.218                | 35.2%      | AtlasIntel | 46.8%             | 18%          | 11.6%    | [ 226 ] |       |     |     |     |    |         |
| 5-10/Set/2024       | 2.200                | 40.4%      | AtlasIntel | 42%               | 17.6%        | 1.6%     | [ 307 ] |       |     |     |     |    |         |
| Futura/100% Cidades | 2-4/Set/2024         | 1.000      | 55%        | 25.4%             | 19.6%        | 29.6%    | [ 244 ] |       |     |     |     |    |         |
| AtlasIntel          | 15-20/Ago/2024       | 1.803      | 38.5%      | 38.8%             | 22.6%        | 0.3%     | [ 255 ] |       |     |     |     |    |         |
| AtlasIntel          | 2-7/Ago/2024         | 2.037      | 38.3%      | 43.4%             | 18.3%        | 5.1%     | [ 258 ] |       |     |     |     |    |         |
| Quaest              | 25-28/Jul/2024       | 1.002      | 47%        | 26%               | 27%          | 21%      | [ 303 ] |       |     |     |     |    |         |
| RealTime Big Data   | 25-28/Jun/2024       | 1.500      | 43%        | 42%               | 15%          | 1%       | [ 266 ] |       |     |     |     |    |         |
| Paraná Pesquisas    | 19-24/Jun/2024       | 1.500      | 48.3%      | 30.5%             | 21.1%        | 17.8%    | [ 269 ] |       |     |     |     |    |         |
| Atlas/CNN           | 10-11/Jun/2024       | 2.220      | 42%        | 37%               | 20%          | 5%       | [ 274 ] |       |     |     |     |    |         |
| Paraná Pesquisas    | 24-28/Mai/2024       | 1.500      | 49.5%      | 30%               | 20.5%        | 19.5%    | [ 276 ] |       |     |     |     |    |         |
| Atlas/CNN           | 22-27/Mai/2024       | 1.670      | 42.4%      | 38.3%             | 19.3%        | 4.1%     | [ 304 ] |       |     |     |     |    |         |
| Futura/100% Cidades | 6-7/Mai/2024         | 1.000      | 43.9%      | 30%               | 26.1%        | 13.9%    | [ 279 ] |       |     |     |     |    |         |
| Paraná Pesquisas    | 26/Abr-1/Mai/2024    | 1.200      | 49.6%      | 30.8%             | 19.7%        | 18.8%    | [ 280 ] |       |     |     |     |    |         |
| AtlasIntel          | 18-22/Abr/2024       | 1.629      | 42.6%      | 44.3%             | 13.1%        | 1.7%     | [ 281 ] |       |     |     |     |    |         |
| Paraná Pesquisas    | 13-18/Mar 2024       | 1.350      | 48.4%      | 30%               | 21.6%        | 18.4%    | [ 283 ] |       |     |     |     |    |         |
| Paraná Pesquisas    | 14-19/Fev/2024       | 1.502      | 48.3%      | 28.8%             | 22.9%        | 19.5%    | [ 286 ] |       |     |     |     |    |         |
| AtlasIntel          | 25-30/Dez/2023       | 1.600      | 36.5%      | 26.3%             | 37.1%        | 10.2%    | [ 288 ] |       |     |     |     |    |         |

Guilherme Boulos e José Luiz Datena
| Fonte               | Data(s) conduzida(s) | Amostragem | Boulos PSOL | Datena PSDB    | Abst. Indec. | Vantagem | Ref.    |       |     |     |     |    |         |
| ------------------- | -------------------- | ---------- | ----------- | -------------- | ------------ | -------- | ------- | ----- | --- | --- | --- | -- | ------- |
| Fonte               | Data(s) conduzida(s) | Amostragem | Quaest      | 25-27/Ago/2024 | Abst. Indec. | Vantagem | Ref.    | 1.200 | 34% | 40% | 26% | 6% | [ 308 ] |
| AtlasIntel          | 15-20/Ago/2024       | 1.803      | 35.6%       | 27.5%          | 36.9%        | 8.1%     | [ 255 ] |       |     |     |     |    |         |
| Paraná Pesquisas    | 4-7/Ago/2024         | 1.500      | 39%         | 43%            | 18%          | 4%       | [ 257 ] |       |     |     |     |    |         |
| AtlasIntel          | 2-7/Ago/2024         | 2.037      | 39.9%       | 29.5%          | 30.7%        | 10.4%    | [ 258 ] |       |     |     |     |    |         |
| Futura/100% Cidades | 2-5/Ago/2024         | 1.000      | 36.5%       | 35.5%          | 28%          | 1%       | [ 259 ] |       |     |     |     |    |         |
| RealTime Big Data   | 25-28/Jun/2024       | 1.500      | 40%         | 38%            | 22%          | 2%       | [ 266 ] |       |     |     |     |    |         |
| Quaest              | 22-25/Jun/2024       | 1.002      | 35%         | 43%            | 22%          | 8%       | [ 268 ] |       |     |     |     |    |         |
| Atlas/CNN           | 10-11/Jun/2024       | 2.220      | 44%         | 27%            | 28%          | 17%      | [ 274 ] |       |     |     |     |    |         |
| Atlas/CNN           | 22-27/Mai/2024       | 1.670      | 41.5%       | 27.9%          | 30.6%        | 13.6%    | [ 304 ] |       |     |     |     |    |         |

Ricardo Nunes e José Luiz Datena
| Fonte             | Data(s) conduzida(s) | Amostragem | Nunes MDB           | Datena PSDB  | Abst. Indec. | Vantagem | Ref.            |       |       |       |       |     |         |
| ----------------- | -------------------- | ---------- | ------------------- | ------------ | ------------ | -------- | --------------- | ----- | ----- | ----- | ----- | --- | ------- |
| Fonte             | Data(s) conduzida(s) | Amostragem | Futura/100% Cidades | 2-4/Set/2024 | Abst. Indec. | Vantagem | Ref.            | 1.000 | 57.7% | 21.7% | 20.6% | 36% | [ 244 ] |
| Quaest            | 25-27/Ago/2024       | 1.200      | 45%                 | 31%          | 24%          | 14%      | [ 308 ]         |       |       |       |       |     |         |
| Paraná Pesquisas  | 19-22/Ago/2024       | 1.500      | 52.5%               | 32.1%        | 15.3%        | 20.4%    | [ 253 ]         |       |       |       |       |     |         |
| AtlasIntel        | 15-20/Ago/2024       | 1.803      | 40.8%               | 28.7%        | 30.5%        | 12.1%    | [ 255 ]         |       |       |       |       |     |         |
| Paraná Pesquisas  | 4-7/Ago/2024         | 1.500      | 47.2%               | 35%          | 17.8%        | 12.2%    | [ 257 ]         |       |       |       |       |     |         |
| AtlasIntel        | 2-7/Ago/2024         | 2.037      | 38.7%               | 28.9%        | 32.4%        | 9.8%     | [ 258 ]         |       |       |       |       |     |         |
| Paraná Pesquisas  | 14-17/Jul/2024       | 1.500      | 47.7%               | 29.3%        | 23%          | 18.4%    | [ 263 ] [ 264 ] |       |       |       |       |     |         |
| RealTime Big Data | 25-28/Jun/2024       | 1.500      | 44%                 | 37%          | 19%          | 7%       | [ 266 ]         |       |       |       |       |     |         |
| Quaest            | 22-25/Jun/2024       | 1.002      | 43%                 | 34%          | 23%          | 9%       | [ 268 ]         |       |       |       |       |     |         |
| Atlas/CNN         | 10-11/Jun/2024       | 2.220      | 43%                 | 30%          | 27%          | 13%      | [ 274 ]         |       |       |       |       |     |         |
| Atlas/CNN         | 22-27/Mai/2024       | 1.670      | 45.4%               | 21.4%        | 33.2%        | 24%      | [ 304 ]         |       |       |       |       |     |         |

Tabata Amaral e José Luiz Datena
| Fonte          | Data(s) conduzida(s) | Amostragem | Amaral PSB | Datena PSDB    | Abst. Indec. | Vantagem | Ref.    |       |     |     |     |    |         |
| -------------- | -------------------- | ---------- | ---------- | -------------- | ------------ | -------- | ------- | ----- | --- | --- | --- | -- | ------- |
| Fonte          | Data(s) conduzida(s) | Amostragem | Atlas/CNN  | 10-11/Jun/2024 | Abst. Indec. | Vantagem | Ref.    | 2.220 | 38% | 36% | 26% | 2% | [ 274 ] |
| 22-27/Mai/2024 | 1.670                | 39.8%      | Atlas/CNN  | 21.6%          | 38.6%        | 18.2%    | [ 304 ] |       |     |     |     |    |         |

Pablo Marçal e José Luiz Datena
| Fonte | Data(s) conduzida(s) | Amostragem | Marçal PRTB | Datena PSDB    | Abst. Indec. | Vantagem | Ref. |       |     |     |     |    |         |
| ----- | -------------------- | ---------- | ----------- | -------------- | ------------ | -------- | ---- | ----- | --- | --- | --- | -- | ------- |
| Fonte | Data(s) conduzida(s) | Amostragem | Quaest      | 25-27/Ago/2024 | Abst. Indec. | Vantagem | Ref. | 1.200 | 34% | 40% | 26% | 6% | [ 308 ] |

Pablo Marçal e Tabata Amaral
| Fonte          | Data(s) conduzida(s) | Amostragem | Marçal PRTB | Amaral PSB        | Abst. Indec. | Vantagem | Ref.    |       |     |     |     |    |         |
| -------------- | -------------------- | ---------- | ----------- | ----------------- | ------------ | -------- | ------- | ----- | --- | --- | --- | -- | ------- |
| Fonte          | Data(s) conduzida(s) | Amostragem | AtlasIntel  | 29/Set-4/Out/2024 | Abst. Indec. | Vantagem | Ref.    | 2.500 | 40% | 48% | 12% | 8% | [ 206 ] |
| 24-29/Set/2024 | 2.190                | 38%        | AtlasIntel  | 56%               | 6%           | 18%      | [ 306 ] |       |     |     |     |    |         |
| 17-22/Set/2024 | 2.218                | 36.9%      | AtlasIntel  | 48.8%             | 14.3%        | 11.9%    | [ 226 ] |       |     |     |     |    |         |
| 5-10/Set/2024  | 2.200                | 43.4%      | AtlasIntel  | 49.8%             | 6.8%         | 6.4%     | [ 307 ] |       |     |     |     |    |         |

## Candidatos à vereança
A regra eleitoral permite que um partido ou federação indique uma chapa que contenha, no máximo, 100% das vagas em disputa mais 1. No caso de São Paulo, o número máximo de candidaturas é de 56.
A tabela a seguir apresenta o número de candidaturas em cada partido e federação, estando agrupados a partir de coligações na disputa do poder executivo. Ressalte-se que, desde a promulgação da Emenda Constitucional nº 97/2017, a coligação em eleições proporcionais não existe mais no Brasil, sendo demonstrada a coligação majoritária apenas a título de visualização agrupada.
| Coligação ao executivo                               | Partido ou federação | Partido ou federação | Candidatos | Candidatos | Candidatos | Candidatos |
| ---------------------------------------------------- | -------------------- | -------------------- | ---------- | ---------- | ---------- | ---------- |
| Caminho Seguro para São Paulo (546 candidatos)       |                      | MDB                  | 56         | 56         | 56         | 56         |
| Caminho Seguro para São Paulo (546 candidatos)       |                      | PL                   | 56         | 56         | 56         | 56         |
| Caminho Seguro para São Paulo (546 candidatos)       |                      | Avante               | 56         | 56         | 56         | 56         |
| Caminho Seguro para São Paulo (546 candidatos)       |                      | Solidariedade        | 56         | 56         | 56         | 56         |
| Caminho Seguro para São Paulo (546 candidatos)       |                      | PODE                 | 55         | 55         | 55         | 55         |
| Caminho Seguro para São Paulo (546 candidatos)       |                      | PRD                  | 54         | 54         | 54         | 54         |
| Caminho Seguro para São Paulo (546 candidatos)       |                      | Republicanos         | 47         | 47         | 47         | 47         |
| Caminho Seguro para São Paulo (546 candidatos)       |                      | UNIÃO                | 45         | 45         | 45         | 45         |
| Caminho Seguro para São Paulo (546 candidatos)       |                      | MOBILIZA             | 40         | 40         | 40         | 40         |
| Caminho Seguro para São Paulo (546 candidatos)       |                      | PP                   | 37         | 37         | 37         | 37         |
| Caminho Seguro para São Paulo (546 candidatos)       |                      | PSD                  | 32         | 32         | 32         | 32         |
| Caminho Seguro para São Paulo (546 candidatos)       |                      | Agir                 | 12         | 12         | 12         | 12         |
| Amor por São Paulo (178 candidatos)                  |                      | Fed. PSOL REDE       | 55         |            | PSOL       | 47         |
| Amor por São Paulo (178 candidatos)                  |                      | Fed. PSOL REDE       | 55         | REDE       | 8          |            |
| Amor por São Paulo (178 candidatos)                  |                      | FE Brasil            | 56         |            | PT         | 48         |
| Amor por São Paulo (178 candidatos)                  |                      | FE Brasil            | 56         | PCdoB      | 2          |            |
| Amor por São Paulo (178 candidatos)                  |                      | FE Brasil            | 56         | PV         | 6          |            |
| Amor por São Paulo (178 candidatos)                  |                      | PDT                  | 56         | 56         | 56         | 56         |
| Amor por São Paulo (178 candidatos)                  |                      | PMB                  | 9          | 9          | 9          | 9          |
| Amor por São Paulo (178 candidatos)                  |                      | PCB                  | 2          | 2          | 2          | 2          |
| Partidos e federações não coligadas (280 candidatos) |                      | PSB                  | 56         | 56         | 56         | 56         |
| Partidos e federações não coligadas (280 candidatos) |                      | NOVO                 | 56         | 56         | 56         | 56         |
| Partidos e federações não coligadas (280 candidatos) |                      | Fed. PSDB Cidadania  | 55         |            | PSDB       | 48         |
| Partidos e federações não coligadas (280 candidatos) |                      | Fed. PSDB Cidadania  | 55         | Cidadania  | 7          |            |
| Partidos e federações não coligadas (280 candidatos) |                      | PRTB                 | 51         | 51         | 51         | 51         |
| Partidos e federações não coligadas (280 candidatos) |                      | DC                   | 40         | 40         | 40         | 40         |
| Partidos e federações não coligadas (280 candidatos) |                      | PCO                  | 10         | 10         | 10         | 10         |
| Partidos e federações não coligadas (280 candidatos) |                      | PSTU                 | 6          | 6          | 6          | 6          |
| Partidos e federações não coligadas (280 candidatos) |                      | UP                   | 6          | 6          | 6          | 6          |
| Total                                                | Total                | Total                | 1.004      | 1.004      | 1.004      | 1.004      |

## Resultados

### Prefeito
Fonte: TSE
| Candidato(a)                                             | Candidato(a)                                             | Vice                                                     | 1º turno 6 de outubro de 2024 | 1º turno 6 de outubro de 2024 | 2º turno 27 de outubro de 2024 | 2º turno 27 de outubro de 2024 |
| Candidato(a)                                             | Candidato(a)                                             | Vice                                                     | Votação                       | Votação                       | Votação                        | Votação                        |
| Candidato(a)                                             | Candidato(a)                                             | Vice                                                     | Total                         | %                             | Total                          | %                              |
| -------------------------------------------------------- | -------------------------------------------------------- | -------------------------------------------------------- | ----------------------------- | ----------------------------- | ------------------------------ | ------------------------------ |
|                                                          | Ricardo Nunes (MDB)                                      | Cel. Mello Araújo (PL)                                   | 1.801.139                     | 29,48%                        | 3.393.110                      | 59,35%                         |
|                                                          | Guilherme Boulos (PSOL)                                  | Marta Suplicy (PT)                                       | 1.776.127                     | 29,07%                        | 2.323.901                      | 40,65%                         |
|                                                          | Pablo Marçal (PRTB)                                      | Antônia de Jesus (PRTB)                                  | 1.719.274                     | 28,14%                        | Não participaram               | Não participaram               |
|                                                          | Tabata Amaral (PSB)                                      | Lúcia França (PSB)                                       | 605.552                       | 9,92%                         | Não participaram               | Não participaram               |
|                                                          | José Luiz Datena (PSDB)                                  | José Anibal (PSDB)                                       | 112.344                       | 1,84%                         | Não participaram               | Não participaram               |
|                                                          | Marina Helena (NOVO)                                     | Coronel Priell (NOVO)                                    | 84.212                        | 1,38%                         | Não participaram               | Não participaram               |
|                                                          | Ricardo Senese (UP)                                      | Julia Soares (UP)                                        | 5.593                         | 0,09%                         | Não participaram               | Não participaram               |
|                                                          | Altino Prazeres (PSTU)                                   | Silvana Garcia (PSTU)                                    | 3.017                         | 0,05%                         | Não participaram               | Não participaram               |
|                                                          | João Costa Pimenta (PCO)                                 | Francisco Muniz (PCO)                                    | 960                           | 0,02%                         | Não participaram               | Não participaram               |
|                                                          | Bebeto Haddad (DC)                                       | Camila Consci (DC)                                       | 833                           | 0,01%                         | Não participaram               | Não participaram               |
| → Total de votos válidos                                 | → Total de votos válidos                                 | → Total de votos válidos                                 | 6.108.218                     | 90,19%                        | 5.717.011                      | 89,58%                         |
| → Votos em branco                                        | → Votos em branco                                        | → Votos em branco                                        | 241.734                       | 3,54%                         | 234.317                        | 3,67%                          |
| → Votos nulos                                            | → Votos nulos                                            | → Votos nulos                                            | 422.802                       | 6,24%                         | 430,756                        | 6,75%                          |
| Total                                                    | Total                                                    | Total                                                    | 6.773.587                     | 72,66%                        | 6.382.084                      | 68,46%                         |
| Abstenções                                               | Abstenções                                               | Abstenções                                               | 2.548.857                     | 27,34%                        | 2.940.360                      | 31,54%                         |
| Total de inscritos                                       | Total de inscritos                                       | Total de inscritos                                       | 9.322.444                     | 100%                          | 9.322.444                      | 100%                           |
| Relação da população municipal ao total de votos válidos | Relação da população municipal ao total de votos válidos | Relação da população municipal ao total de votos válidos | 11.451.999                    | ~53,34%                       | 11.451.999                     | ~49,92%                        |
| Relação da população municipal ao total de inscritos     | Relação da população municipal ao total de inscritos     | Relação da população municipal ao total de inscritos     | 11.451.999                    | ~81,40%                       | 11.451.999                     | ~81,40%                        |

### Composição Câmara Municipal
|                       |                               |                       |                       |                               |                               |                               |                               |                               |  |  |
| Partido ou federação  | Partido ou federação          | Partido ou federação  | Partido ou federação  | Câmara Municipal de São Paulo | Câmara Municipal de São Paulo | Câmara Municipal de São Paulo | Câmara Municipal de São Paulo | Câmara Municipal de São Paulo |  |  |
| Partido ou federação  | Partido ou federação          | Partido ou federação  | Partido ou federação  | Votos                         | %                             | Assentos                      | % de assentos                 | +/–                           |  |  |
|                       | Federação Brasil da Esperança |                       | PT                    | 771.092                       | 13,30%                        | 8                             | 14,55%                        | Estável                       |  |  |
|                       | Federação Brasil da Esperança | PV                    | 49.834                | 0,86%                         | 1                             | 1,82%                         | Estável                       |                               |  |  |
|                       | Federação Brasil da Esperança | PCdoB                 | 31.367                | 0,54%                         | 0                             | 0%                            | Estável                       |                               |  |  |
| Total                 | Total                         | 852.293               | 14,70%                | 9                             | 16,37%                        | Estável                       |                               |                               |  |  |
|                       | UNIÃO                         | UNIÃO                 | UNIÃO                 | 698.045                       | 12,04%                        | 7                             | 12,73%                        | Estável                       |  |  |
|                       | MDB                           | MDB                   | MDB                   | 679.422                       | 11,72%                        | 7                             | 12,73%                        | 5                             |  |  |
|                       | PL                            | PL                    | PL                    | 662.936                       | 11,44%                        | 7                             | 12,73%                        | 5                             |  |  |
|                       | Federação PSOL REDE           |                       | PSOL                  | 602.035                       | 10,39%                        | 6                             | 10,91%                        | Estável                       |  |  |
|                       | Federação PSOL REDE           | REDE                  | 48.025                | 0,83%                         | 1                             | 1,82%                         | 1                             |                               |  |  |
| Total                 | Total                         | 650.060               | 11,22%                | 7                             | 12,74%                        | 1                             |                               |                               |  |  |
|                       | PODE                          | PODE                  | PODE                  | 544.082                       | 9,39%                         | 6                             | 10,91%                        | 2                             |  |  |
|                       | PP                            | PP                    | PP                    | 355.445                       | 6,13%                         | 4                             | 7,27%                         | 3                             |  |  |
|                       | PSD                           | PSD                   | PSD                   | 300.464                       | 5,18%                         | 3                             | 5,45%                         | Estável                       |  |  |
|                       | PSB                           | PSB                   | PSB                   | 243.502                       | 4,20%                         | 2                             | 3,64%                         | Estável                       |  |  |
|                       | Republicanos                  | Republicanos          | Republicanos          | 202.858                       | 3,50%                         | 2                             | 3,64%                         | 2                             |  |  |
|                       | NOVO                          | NOVO                  | NOVO                  | 142.809                       | 2,46%                         | 1                             | 1,82%                         | 1                             |  |  |
|                       | PRTB                          | PRTB                  | PRTB                  | 130.784                       | 2,26%                         | 0                             | 0%                            | Estável                       |  |  |
|                       | Solidariedade                 | Solidariedade         | Solidariedade         | 72.735                        | 1,25%                         | 0                             | 0%                            | 1                             |  |  |
|                       | PDT                           | PDT                   | PDT                   | 62.810                        | 1,08%                         | 0                             | 0%                            | Estável                       |  |  |
|                       | Federação PSDB Cidadania      |                       | PSDB                  | 48.649                        | 0,84%                         | 0                             | 0%                            | 8                             |  |  |
|                       | Federação PSDB Cidadania      | Cidadania             | 3.633                 | 0,06%                         | 0                             | 0%                            | Estável                       |                               |  |  |
| Total                 | Total                         | 52.282                | 0,90%                 | 0                             | 0%                            | 8                             |                               |                               |  |  |
|                       | PRD                           | PRD                   | PRD                   | 51.350                        | 0,89%                         | 0                             | 0%                            | 4                             |  |  |
|                       | Avante                        | Avante                | Avante                | 40.271                        | 0,69%                         | 0                             | 0%                            | Estável                       |  |  |
|                       | UP                            | UP                    | UP                    | 14.074                        | 0,24%                         | 0                             | 0%                            | Estável                       |  |  |
|                       | MOBILIZA                      | MOBILIZA              | MOBILIZA              | 10.979                        | 0,19%                         | 0                             | 0%                            | Estável                       |  |  |
|                       | PSTU                          | PSTU                  | PSTU                  | 6.096                         | 0,11%                         | 0                             | 0%                            | Estável                       |  |  |
|                       | DC                            | DC                    | DC                    | 5.821                         | 0,10%                         | 0                             | 0%                            | Estável                       |  |  |
|                       | PCO                           | PCO                   | PCO                   | 1.029                         | 0,02%                         | 0                             | 0%                            | Estável                       |  |  |
|                       | PMB                           | PMB                   | PMB                   | 919                           | 0,02%                         | 0                             | 0%                            | Estável                       |  |  |
|                       | PCB                           | PCB                   | PCB                   | 903                           | 0,02%                         | 0                             | 0%                            | Estável                       |  |  |
|                       | Agir                          | Agir                  | Agir                  | 240                           | 0,01%                         | 0                             | 0%                            | Estável                       |  |  |
| → Votos Validos       | → Votos Validos               | → Votos Validos       | → Votos Validos       | 5.796.633                     | 85,58%                        | 55                            | 100%                          |                               |  |  |
| → Votos brancos/nulos | → Votos brancos/nulos         | → Votos brancos/nulos | → Votos brancos/nulos | 976.954                       | 14,43%                        |                               |                               |                               |  |  |
| → Anulados            |                               |                       |                       |                               |                               |                               |                               |                               |  |  |
| Total                 | Total                         | Total                 | Total                 | 6.773.587                     |                               |                               |                               |                               |  |  |
| Abstenção             |                               |                       |                       |                               |                               |                               |                               |                               |  |  |
| Total de inscritos    | Total de inscritos            | Total de inscritos    | Total de inscritos    |                               | 100%                          |                               |                               |                               |  |  |

### Vereadores eleitos
| Candidato(a)                | Partido | Votação | Votação | Cidade onde nasceu  | Unidade federativa |
| Candidato(a)                | Partido | Total   | %       | Cidade onde nasceu  | Unidade federativa |
| --------------------------- | ------- | ------- | ------- | ------------------- | ------------------ |
| Lucas Pavanato              | PL      | 161.386 | 2,78%   | Sorocaba            | São Paulo          |
| Ana Carolina Oliveira       | PODE    | 129.563 | 2,24%   | São Paulo           | São Paulo          |
| Dr. Murilo Lima             | PP      | 113.820 | 1,96%   | São Paulo           | São Paulo          |
| Sargento Nantes             | PP      | 112.484 | 1,94%   | São Paulo           | São Paulo          |
| Amanda Paschoal             | PSOL    | 108.654 | 1,87%   | São Paulo           | São Paulo          |
| Rubinho Nunes               | UNIÃO   | 101.549 | 1,75%   | Vinhedo             | São Paulo          |
| Luna Zarattini              | PT      | 100.921 | 1,74%   | São Paulo           | São Paulo          |
| Luana Alves                 | PSOL    | 83.262  | 1,44%   | Santos              | São Paulo          |
| Dra. Sandra Tadeu           | PL      | 74.511  | 1,29%   | Guarulhos           | São Paulo          |
| Pastora Sandra Alves        | UNIÃO   | 74.192  | 1,28%   | Porto Feliz         | São Paulo          |
| Silvão Leite                | UNIÃO   | 63.988  | 1,10%   | São Paulo           | São Paulo          |
| Isac Félix                  | PL      | 62.275  | 1,07%   | São Paulo           | São Paulo          |
| Zoe Martinez                | PL      | 60.272  | 1,04%   |                     | Cuba               |
| Rodrigo Goulart             | PSD     | 58.715  | 1,01%   | São Paulo           | São Paulo          |
| Danilo do Posto de Saúde    | PODE    | 58.676  | 1,01%   | São Paulo           | São Paulo          |
| Gabriel Abreu               | PODE    | 58.581  | 1,01%   | Itabuna             | Bahia              |
| Edir Sales                  | PSD     | 58.190  | 1,00%   | Araguari            | Minas Gerais       |
| Alessandro Guedes           | PT      | 58.183  | 1,00%   | São Paulo           | São Paulo          |
| Celso Giannazi              | PSOL    | 57.789  | 1,00%   | São Paulo           | São Paulo          |
| Cris Monteiro               | NOVO    | 56.904  | 0,98%   | Rio de Janeiro      | Rio de Janeiro     |
| Silvinho                    | UNIÃO   | 53.453  | 0,92%   | Marília             | São Paulo          |
| Thammy Miranda              | PSD     | 50.234  | 0,87%   | São Paulo           | São Paulo          |
| Nabil Bonduki               | PT      | 49.540  | 0,85%   | São Paulo           | São Paulo          |
| Janaina Paschoal            | PP      | 48.893  | 0,84%   | São Paulo           | São Paulo          |
| Fabio Riva                  | MDB     | 44.627  | 0,77%   | São Paulo           | São Paulo          |
| Major Palumbo               | PP      | 43.455  | 0,75%   | São Paulo           | São Paulo          |
| Rute Costa                  | PL      | 43.090  | 0,74%   | São Paulo           | São Paulo          |
| Sidney Cruz                 | MDB     | 42.988  | 0,74%   | São Paulo           | São Paulo          |
| George Hato                 | MDB     | 42.837  | 0,74%   | São Paulo           | São Paulo          |
| Sansão Pereira              | REP     | 42.229  | 0,73%   | Passagem Franca     | Maranhão           |
| André Santos                | REP     | 41.379  | 0,71%   | Nilópolis           | Rio de Janeiro     |
| Hélio Rodrigues             | PT      | 40.753  | 0,70%   | São João do Paraíso | Minas Gerais       |
| Amanda Vettorazzo           | UNIÃO   | 40.144  | 0,69%   | São Paulo           | São Paulo          |
| Marcelo Messias             | MDB     | 40.079  | 0,69%   | São Paulo           | São Paulo          |
| Marina Bragante             | REDE    | 39.147  | 0,68%   | São Paulo           | São Paulo          |
| Tripoli                     | PV      | 39.039  | 0,67%   | São Paulo           | São Paulo          |
| Simone Ganem                | PODE    | 38.540  | 0,66%   | São Paulo           | São Paulo          |
| Sandra Santana              | MDB     | 38.326  | 0,66%   | São Paulo           | São Paulo          |
| João Jorge                  | MDB     | 36.296  | 0,63%   | Jaborandi           | São Paulo          |
| Ely Teruel                  | MDB     | 35.622  | 0,61%   | Osasco              | São Paulo          |
| Toninho Vespoli             | PSOL    | 34.735  | 0,60%   | São Paulo           | São Paulo          |
| Sílvia da Bancada Feminista | PSOL    | 34.537  | 0,60%   | Campinas            | São Paulo          |
| Sonaira Fernandes           | PL      | 33.957  | 0,59%   | São Paulo           | São Paulo          |
| Dr. Milton Ferreira         | PODE    | 33.493  | 0,58%   | Três Lagoas         | Mato Grosso do Sul |
| João Ananias                | PT      | 33.225  | 0,57%   | São João do Paraíso | Minas Gerais       |
| Kenji Palumbo               | PODE    | 32.495  | 0,56%   | São Paulo           | São Paulo          |
| Ricardo Teixeira            | UNIÃO   | 31.566  | 0,54%   | Santos              | São Paulo          |
| Jair Tatto                  | PT      | 30.905  | 0,53%   | Nova Aurora         | Paraná             |
| Eliseu Gabriel              | PSB     | 30.706  | 0,53%   | São Paulo           | São Paulo          |
| Dheison                     | PT      | 30.575  | 0,53%   | São Paulo           | São Paulo          |
| Senival Moura               | PT      | 30.480  | 0,53%   | Batalha             | Alagoas            |
| Renata Falzoni              | PSB     | 30.206  | 0,52%   | São Paulo           | São Paulo          |
| Keit Lima                   | PSOL    | 27.769  | 0,48%   | Recife              | Pernambuco         |
| Adrilles Jorge              | UNIÃO   | 25.038  | 0,43%   | Campos Gerais       | Minas Gerais       |
| Gilberto Nascimento         | PL      | 22.306  | 0,38%   | São Paulo           | São Paulo          |